# ザ・ハングマン
『ザ・ハングマン』シリーズは、朝日放送・テレビ朝日系列にて1980年から1987年にかけて全7シリーズが放送されていた朝日放送・松竹芸能制作によるテレビドラマシリーズ。各シリーズのタイトルについては「シリーズ一覧」を参照。
本項ではテレビシリーズ全作のほか、後に製作されたテレビスペシャル、オリジナルビデオについても記述する。

## 概要
法の網を掻い潜って善良な人々を食い物にする犯罪者たちに対し、『ゴッド』と称する首領の指令の下に処刑を行う秘密組織「ハングマン」の活躍を描いた作品である。当時朝日放送で制作されていた時代劇『必殺シリーズ』（『必殺仕事人』）のコンセプトを現代に置換えたもので、必殺シリーズと同様、ストーリーにはその時々の社会風刺や世相が多く盛り込まれている。
必殺シリーズと異なる点として、ハングマンによる直接的な殺人行為は原則として禁じられていることが挙げられる。作中における「処刑」は、犯罪者に対して様々な罠やトリックを仕掛けてその悪事を暴き、それを世間一般に公表することで「悪人の社会的生命を生きながらにして抹殺する」というポリシーの下に遂行され、劇中ではこの一連の制裁行動をハンギングと称している。
当初はハードボイルド路線で製作され、レギュラーの殉職退場なども描かれたが、シリーズを追うごとに軟化しコメディ要素が増加していった。

### 歴史
1980年11月に、テレビ朝日系の金曜夜21時枠で『ザ・ハングマン 燃える事件簿』が放映開始。当初の2クールの予定が好評を受けて2クール延長され、計1年間にわたる人気番組となった。それ以降、金曜夜21時枠において1987年9月まで計7作が製作された。シリーズ中にはスペシャル版として過去のハングマンがゲスト出演するクロスオーバー作品も制作されている。
ハングマンを演じる俳優は黒沢年男（現：黒沢年雄）、名高達郎（現：名高達男）、山本陽子、佐藤浩市、渡辺徹、火野正平、植木等、山城新伍など、当時の主力俳優を擁しており、このうち名高は全7作中5作に出演している。ゴッドは山村聡、フランキー堺、天知茂と、重鎮クラスの俳優を配していた。
計7作のテレビシリーズのほか、単発のテレビスペシャル（1990年）、オリジナルビデオ（1999年）が、それぞれ1本ずつ作られている。

## シリーズ一覧

### ザ・ハングマン 燃える事件簿（第17話から「ザ・ハングマン」）
1980年11月14日から1981年11月6日にかけて、全51話が放送された。
作品解説
シリーズ第一作。ハングマンのメンバーはいずれも様々な事情で組織を追われた元警察官であり、巨額の報酬と引き換えに顔を整形し、指紋と戸籍を抹消され、他人と接点を持つことを禁じられている。
メンバーそれぞれ特技を持ち、戸籍がなく名前が無いためコードネームで呼ばれる。連絡の際はトランシーバーだけでなく、腕時計型通信機で取り合うことがある。アジトはゴッドがハングマンたちに直接指示を出す本部と、ハングマンたちが溜まり場のようにしている支部に分かれている。第13話までの支部は豪華な一戸建て、第26話から本部が棺桶のような暗い雰囲気に改装され、それぞれメンバーの位牌が置かれるようになり、支部は「目立たないため」との理由でゴッドが用意した団地になる。
作品の随所には、メンバーそれぞれについての描写がサイドストーリー的に細かく描写されており、ハングマンに加入するに至った各人の経緯が物語に深く絡み付く展開となっている。
シリーズ前半のリーダーは、ブラック。ブラックとバイクは第25話で死亡。リーダーは、マイトに交代した。以降、ハードボイルドな作風から、娯楽色の強い作風となり、シリーズの基本路線となる。ハングマンの存在意義も「生きている死人」という立場から「アウトローな正義漢」に変更。個々の過去を意識した設定、それを元にした話はあまり見られなくなった。
ハングマンが使用する車のスポンサーはマツダが担当しており、当時マツダと資本提携関係にあったフォード車も登場している。
第26話より、クレジット・劇中のテロップが手書き文字からゴシック体の活字に変更。

#### 主要登場人物
ブラック ／ 都築 俊也 - 林隆三 （第1 - 25話）
ハングマン結成当初のリーダー。警視庁勤務の優秀な刑事だったある日、自分の誕生日プレゼントを買いに出かけた妹の由紀（深水真紀子）が轢き逃げに遭い、植物状態となってしまう。捜査のうちに大物政治家を犯人と睨んでいたが、偽装工作によって別人の酔っ払い運転として処理されてしまった。妹の治療費を出してもらう事を条件に、ゴッドの誘いに乗る。
昭和55年11月10日、賭場に潜り込んだ際に怒った暴力団組員（実はマイト）に、京王線の踏切の前で銃撃され殉職。ハングマン第6号となる。コードネームは黒塗りの愛車（BA2型ボンゴ ボンディワゴン）に由来する。喫煙者。整形前は顔に傷と、腕に火傷があった。
学生時代はバンドを組んでおり、同級生の一人は有名な作曲家になっている（第6話）。ピアノを演奏したり、妹が買いに行ったペンダントに付いた、ハーモニカを吹く事がある。
ヌードスタジオを経営する母の春代（桜むつ子）は金への執着心が強く、情夫には金を出しても、由紀に対する入院費用は一切出そうとはしなかった。その性格から、ブラックとの親子仲は最悪なものだったが、一方では人情の片鱗を持ち合わせてもいた（第11話、第25話）。
第25話で由紀が臓器密売組織の餌食にされたことで激昂し、ゴッドの命令に背き、敵組織の一員を殺害した事で除名処分を受ける。自ら責任を取ろうと敵邸宅に殴り込むが、事前に待ち伏せされ深手を負い、マイトらをおびき出す囮にされ、愛車(この時はトヨタ初代ライトエースハイルーフバンに変更)に仕掛けられた爆弾で爆死。
マイト ／ 日下部 孝介 - 黒沢年男
第26話以降のハングマンのリーダー。
34歳。城北署の刑事だったが、妻子を強盗に殺害されて以来、犯罪に対して異常な憎しみを抱いている。そのために強引な捜査が目立つようになり、免職となった。昭和55年10月25日、暴力団組員の報復を装ったドラゴンとバイクに偽装殺害され、ハングマン第5号となる。
愛用の皮ジャンの中にダイナマイトを携帯。ダイナマイト（とその偽物）をちらつかせ、相手を自白に追い込むのが得意技。それがコードネームの由来となっている。一人称は「僕ちゃん」や「俺」。主に葉巻を愛喫し、カルティエのサントスとラブブレスを愛用している。
無類のプレイボーイで、自らのベッドテクニックを駆使した情報収集を得意とする。自分と同じ境遇の者に出会うと冷静さを失い、ゴッドの命令を無視して暴走してしまう一面もある（第5話）。
ブラックとは「相棒」と呼び合うほどの間柄だった。彼の死後、ハングマンのリーダーとなってからは軽い言動が目立つようになるが、悪を憎む気持ちは変わらない。
最終話で、ゴッドから1000万円のボーナスとパスポートを支給され「井上権太郎」の名で、海外に逃亡した。愛車はゴールドとブラックのFB3(SA22)型マツダ・サバンナRX-7リミテッド（第1話～第25話）→シルバーの（4代目）フォード・マスタング（第26話～第42話）→シルバーの80～82年マーキュリー・クーガー XR-7（第43話～最終話）。
パン ／ 辻 雄太郎 - 植木等 （第1 - 38、41 - 51話）
46歳。港南署で「落としの雄さん」の異名を取る人情肌の刑事だったが、服役者の家族を援助し続けるあまり、サラ金に手を出し、多額の借金を抱え込んでしまう。借金返済と妻（高田敏江 → 姫ゆり子）と中学生 → 銀行員の娘（大川陽子 → 東啓子）がパン屋を開くための資金を提供してもらう事を条件に、ゴッドの誘いに乗る。昭和55年9月30日、遺書を残して噴火口への投身自殺を偽装。ハングマン第3号となる。整形前は髭を生やしていた。
人情過多が短所で、ハングマンになってからもそれが元で自分の首を締めてしまう事がある（第10話）。
妻子の営むパン屋には「安中もりお」と名乗り、たびたび出入りしているが、本人だと名乗れず、妻の再婚や娘の家出を過度に心配し、苦悩する。
メンバー最年長のため、「おやじ」「おやっさん」と呼ばれる。喫煙者。趣味は「気晴らし」と称するパチンコ。後半はマイト同様、少々軽くなったが狡猾な性格は変わらない。
第38話の冒頭で、あばら骨2本を折り、1ヶ月入院したため、第39話と第40話は登場しない。
最終話で、マイトらと共に海外に逃亡する事をゴッドに勧められたが、海外は苦手な為、小西という知人を介して戸籍を購入。「島根県民　山本明夫」として、日本に留まった。愛車はグリーンのCB2型（3代目）後期 マツダ・カペラ4ドア2000SGX（第1話～最終話）。
ベニー ／ 浅見 令子 - あべ静江 （第1 - 13話）
22歳。警視庁勤務の婦人警官だったが、工員の恋人（本郷直樹）が手形詐欺を起こし、逃亡先の伊豆の別荘で自殺。後を追って自殺しようとしていた所をゴッドに説得され、昭和55年10月8日に心中死を偽装。ハングマン第4号となる。
ゴッドの秘書で、連絡係を担当することが多い。優れた学識と大胆な行動力が長所だが、整形前の顔（大きな痣がある）などから来る、拭い去ることの出来ない虚無感が短所。
第13話でゴッドの命令を無視し、知人である華道の師匠の宇津木涼子（岩井友見）を助けようとしてナイフで背中を刺されながらも車を運転し、追っ手に突っ込み、壮絶な死を遂げた。愛車は白のCB2型（3代目）後期 マツダ・カペラ2ドアハードトップ2000SGX。
バイク ／ 堂門 吾郎 - 加瀬慎一 （第1 - 25話）
ハングマン第2号。25歳。コードネームの通り、バイクを駆って追跡を行なうのが得意。行動力抜群の優秀な刑事として城東署に勤めていたが、血の気が多すぎるため、警察内部でも問題が多かったが、そこをゴッドに気に入られた。
ある日、強盗を追跡中に発砲。通行人に重傷を負わせた責任から拳銃使用を禁じられ、ゴッドの誘いに乗った。銀行強盗（実はドラゴン）を追跡中に拳銃で撃たれ、海に落ちて殉職。整形前は顔にほくろがあった。
ドラゴン、ジャガーと行動を共にする事が多かった。第25話で、ゴッドの命令を無視して、囚われの身のブラックの救出に向かい、ブラックと共に爆死。
ドラゴン ／ 竜 清康 - ディオン・ラム （第1 - 8、22 - 47話）
ハングマン第1号。香港警察の一員として麻薬組織の内偵中、国外追放の憂き目に遭い無国籍者となるが、ゴッドにスカウトされハングマンとなり、他のメンバーのスカウトに奔走した。
中国武術、棒術、ヌンチャクの達人だが、日本語が少ししか話せない為、初期はジェスチャー、ほんの一言の英語の他はほとんど台詞がなく、メンバーとは会話もせずに黙々とトレーニングに励む描写が多かった。愛車は無く、主にメンバーの愛車に同乗することがほとんど。
第8話で敵に捕らえられ、逃走時に崖から落ちて負傷した為、香港へ帰国したが、第22話でゴッドの指令によりハングマンに復帰する。
香港帰国前は寡黙だったが、復帰後は饒舌になり、片言の日本語の他、中国語、英語を交えて自分の感情を吐露するだけでなく、カジュアルな服装が多くなった。ブラック、マイト、パンほど回数は多くないが、喫煙者。
第47話で街で知り合った少女を救うため、船上での格闘の末、武器のダイナマイトが爆発して生死不明となる。
ジャガー ／ 豹 李進 - ジャガー・ゴースン （第8 - 21話）
ハングマン第7号。ゴッドの指令を受け日本にやって来たドラゴンの後任。当初は殺し屋として登場。
ドラゴン同様に中国武術の達人だが、日本語はあまり話せず、台詞がほとんど無い事が多い。
元は香港警察の狙撃隊員だが、暴力団との銃撃戦で市民を誤射し死亡させ、罷免された。その後は香港の暗黒街で用心棒まがいの仕事をして生活していた。愛車は無く、主にバイクの後部に同乗し、追跡や行動を行う。
香港警察の復帰要請により、第22話の捜査開始直前に帰国。
タミー ／ 桑野 多美子 - 夏樹陽子 （第14 - 51話）
ハングマン第8号。ベニーの後任で、ハングマンになる前は警視庁の捜査第三課で、スリの取り締まりを担当。スリとしても確かな腕を持ち、その美貌を活かした潜入捜査を得意とする。
昭和56年1月25日、スリを装ったバイクに刺され、ジャガーの運転するトラックの屋根の上に落ちる形で偽装殉職。整形前は顔の輪郭が異なり、ほくろとそばかすがあった。
初仕事は高校時代の友人の南条良子がショックで麻薬中毒に陥るきっかけとなった事件の真相を暴く事。ハングマンになったのも、事件の真犯人を捕まえる事の出来ない「法律が歯がゆかった」からだった。
第26話で、年俸が増えてからはヨットの購入を目標にするが、第30話の冒頭で購入したヨットでマイトと共にセーリングを楽しむシーンが描写されている。最終話で、マイトらと共に海外へ逃亡した。愛車はレッドのBD1051型マツダ・ファミリア1500XG（第14話～最終話）。
デジコン ／ 加納 良次 - 名高達郎 （第26 - 51話）
ハングマン第9号。27歳。元・科学捜査研究所員。ブラックとバイクの死から2週間後、戦力補強と組織を戒める為、ゴッドから勧誘され、崖から車ごと転落。事故死した。
それまでのメンバーとは違い、整形前（飯田道郎）と整形後（名高達郎）の顔が著しく異なっている。
コンピュータによるデータ分析を基にする頭脳派だが、データ入力に必要ならば、身の危険も省みない熱さも持っている（第26話、第38話）。薬学にも精通しており、化学分析も行なった。
最終話で、マイトらと共に海外へ逃亡した。愛車はグリーンのFB3(SA22)型マツダ・サバンナRX-7リミテッド（第26話～最終話）。
ゴッド ／ 神島 泰三 - 山村聡（不定期に登場。第1、2、4、5、8、11、13、16、18、22、25、26、27（声のみ）、28、30、35、38 - 40、44（声のみ）、47、48、51話）
ハングマンの首領。様々な情報網を持ち、重要な資料を入手できる事から、元・国家機関の重要人物と想像されるが正体不明。メンバーの報酬となる年俸3000万円は彼が出している。西新宿の高層ビルの一室に事務所を構えている。
組織の維持と掟の優先を旨とし、「ハングマンは死人である以上、人間的感情を持ってはならない」とメンバーを常に戒めるが、掟を破って病床の妹を見舞ったブラックの行動に理解を示したり、ベニーが殉職した際には彼女からプレゼントされたライターを握りしめながら人知れず涙を流すなど、人間味豊かな内面も覗かせている。

#### その他
ナレーター - 森山周一郎

#### 主題歌
- 「あ・れ・か・ら」作詞・作曲：文田博資、編曲：市川秀男、唄：ヒロスケ（フォーライフレコード）
その後のシリーズでも数多くのアレンジバージョンが劇伴として使われている。

#### 放映リスト
サブタイトルの表記等は公式サイト、公式ガイドブック、DVDの表記に準じる。
- 赤字は最高視聴率、青字は最低視聴率を示す。

| 話数   | 放送日         | サブタイトル                      | ゲスト | 視聴率 |
| ------ | -------------- | --------------------------------- | --- | ------ |
| 第1話  | 1980年11月14日 | 七つの黒バラ                      | 神田隆、高田敏江、桜むつ子、高城淳一、二本柳俊衣、本郷直樹、武内文平、中村孝雄、加地健太郎、中島元、伊吹徹、牧田正嗣、山崎猛、成田次穂、武見潤、田辺宏章、伊藤正博、きくち英一、下坂泰雉、山本恵子、深見真紀子、加世幸一、鈴木謙一、山崎真智子、加藤真琴、中山勝利、上長千花、村松謙、益尾久子、中平哲仟、庄司三郎 | 14.2%  |
| 第2話  | 1980年11月21日 | その命 五千万                     | 江見俊太郎、前田昌明、成瀬昌彦、宗近晴見、野口元夫、野口ふみえ、金子研三、横田智美、笹入舟作、草薙良一、森康子、山田光一、三川雄三、山田博行、北川レミ、土屋萌子、山谷直司、深水真紀子 | 11.1%  |
| 第3話  | 1980年11月28日 | 罠に落ちた逃亡者                  | 山田吾一、菅貫太郎、近藤宏、幸田宗丸、田島義文、吉原正皓、うえだ峻、玉井謙介、土屋かおり、浜口竜哉、金子雅俊、水木京一、植松健、今井久、山中健次、深水真紀子、ミッシェル・スティンメッツ、麻田悦子 | 11.1%  |
| 第4話  | 1980年12月5日  | 辱しめられたキャンパス            | 織本順吉、三浦リカ、戸浦六宏、田口計、高桐真、新井和夫、浦川麗子、安田憲史、山下勝也、池田武司、青山恭子、雪江由起、深水真紀子、伊藤正博、矢代康二、夏川大輔、大山豊、沢柳迪子、麿のぼる、真先光春、今村律郎、野村信次、吉本隆治、原田美恵子、津田世一、三田千代美、緒形光平                                       | 8.6%   |
| 第5話  | 1980年12月12日 | 死体を喰うマンション              | 寺田農、南原宏治、茅島成美、高城淳一、姫ゆり子、土方弘、市原清彦、肥土尚弘、笹原大、星純夫、秋野陽介、樋口和子 | 13.4%  |
| 第6話  | 1980年12月19日 | オオカミ達の変奏曲                | 岡崎二朗、ナンシー・チェニー、桜むつ子、川合伸旺、渥美国泰、伊達三郎、森章二、松浪志保、吉岡ひとみ、沢木美伊子、成田次穂、菅沼赫、康有羅、松香ふたみ、小林光 | 10.4%  |
| 第7話  | 1980年12月26日 | 亡者を呼ぶ金相場                  | 井上孝雄、平田昭彦、岩本多代、八名信夫、姫ゆり子、福山象三、小沢象、成瀬正、潤ますみ、松原愛、宇南山宏、宮本宗明、纓片達雄、大川陽子、金子勝美、鬼丸善光、皆川衆、沖田弘二、城春樹、畑中猛重、速見じゅんこ | 10.7%  |
| 第8話  | 1981年1月9日   | 血染めのブランド                  | 石橋蓮司、香山くにか、久富惟晴、大木正司、磯村健治、増田順司、大竹修造、吉田未来、城山いずみ、武藤紀美子、秋山絵梨子、小林恵、山口由美、ローラン | 8.6%   |
| 第9話  | 1981年1月16日  | 奈落ゆき汚職航海                  | 村地弘美、大出俊、石井富子、中山昭二、田中明夫、泉じゅん、伊沢一郎、太刀川寛、中島葵、戸澤佑介 | 9.1%   |
| 第10話 | 1981年1月23日  | 横領結婚                          | 山口果林、菅野忠彦、今井健二、武田文平、姫ゆり子、沖田駿一、村上正次、友金敏雄、鶴岡修、大川陽子、三景啓司、大谷木洋子、森洋二、浜口竜哉、村松隆政、伊藤紘 | 11.6%  |
| 第11話 | 1981年1月30日  | 魔性の母と狼の息子                | 荒木道子、桜むつ子、松橋登、川上夏代、杉江廣太郎、大下哲矢、沼田爆、村田知嘉子、大川泉、深水真紀子、蘭童セル、橋本鉄也、川部修詩、丸山由利亜、吉田秀仁、汐見直行 | 11.8%  |
| 第12話 | 1981年2月6日   | 高速道路に コンクリート詰め       | 久米明、草薙幸二郎、八木昌子、須賀不二男、近藤準、布目ゆう子、信実一徳、安永憲司、真木恭介、島英司、園めぐみ、奥野匡、伊藤彰洋、飯島大介、角田美和、藤田弘志、神崎哲也 | 12.4%  |
| 第13話 | 1981年2月13日  | 女ハングマン暁に死す              | 岩井友見、石濱朗、中原早苗、西沢利明、浜田晃、庄司永建、きくち英一、日恵野晃、林昭夫、小田草之介、中丸信、藤田駿、井上三千男、久保晶、菊地かおり、直木晶子 | 14.5%  |
| 第14話 | 1981年2月20日  | 生き返ったスリ係 女刑事           | 入川保則、神田隆、原良子、松本朝夫、剣持伴紀、岡部健、佐藤晟也、久遠利三、桑原恵子、岡本忠幸、松田章、吾桐芳雄、五十嵐五十鈴、真田五郎、加藤真琴、鈴木謙一 | 11.8%  |
| 第15話 | 1981年2月27日  | おもちゃの首の怨み唄              | 清水綋治、畑中葉子、山本紀彦、小鹿みき、名和宏、宮城健太狼、かわいのどか、小山源喜、三井恒、萩原賢三、下川江那、松尾文人、武田孝、八木徳之、山根久幸 | 11.2%  |
| 第16話 | 1981年3月6日   | ドーベルマンを飼う悪女            | 吉行和子、長谷川明男、高木二朗、上野山功一、弘松三郎、浅沼晋平、中平哲仟、田辺博子、若杉透、小林光、塚本一郎、安本夏彦、高崎晃子、スパー・リキ | 9.4%   |
| 第17話 | 1981年3月13日  | 地獄へ送る世紀の大魔術            | 引田天功 (2代目)、山岡徹也、小林稔侍、阿藤海、関山耕司、長谷川諭、鶴田忍、檀喧太、宇南山宏、花上晃、木村翠、大坪日出代、溝呂木但、小林千枝、伊井篤史、岸本一人、荒瀬寛樹 | 10.0%  |
| 第18話 | 1981年3月20日  | 大統領の隠し娘                    | 山内明、垂水悟郎、田中明夫、谷口香、中井啓輔、野上祐二、明石憬子、吉原正皓、内山森彦、高山利道、熊谷卓三、小坂生男、増子章、益田哲夫 | 9.8%   |
| 第19話 | 1981年3月27日  | 恐怖で走る ダイナマイト女         | 平田昭彦、三条泰子、三條美紀、金内喜久夫、奥村公延、風祭ゆき、太田あや子、若狭奎子、倉吉朝子、深水真紀子、速水典子、大林丈史、相原巨典、坂部文昭、石黒正男、伊藤紘、上野綾子、高崎良三、市川勉、山中康司、有馬光貴、高橋亨                                                                                         | 10.7%  |
| 第20話 | 1981年4月3日   | 恐怖の水中逆さ吊り                | 小林かおり、宮口二郎、加藤大樹、高橋義治、松風はる美、松尾文人、明石勤、永井譲滋、三川雄三、戸沢佑介、俵一、池上とし江、近藤玲子水中バレエ団 | 9.5%   |
| 第21話 | 1981年4月10日  | 替え玉合格の悪ガキは 十三階段へ   | ロミ・山田、河村弘二、加藤和夫、小笠原弘、立枝歩、川島美津子、佐瀬陽一、萩原徹也、伊藤正博、栗原敏、穴原正義、岸井あや子、林弘道、田村元治、角田映二、大川錦吾、中沢優子、御園芳枝、佐々木千秋 | 9.1%   |
| 第22話 | 1981年4月17日  | 帰って来たドラゴン 香港カマキリ拳 | 山形勲、早瀬久美、江見俊太郎、中田博久、上田忠好、小倉靖子、倉島襄、松本敏男、宮田光、暮林修、市川勉、赤松由佳子、小竹林義一、ミジェール花岡、星野晃、西内彰、田辺清輝、藤原益二、竹内正 | 10.0%  |
| 第23話 | 1981年4月24日  | 人さらい、ベビーホテル            | 葉山葉子、早川雄三、川辺久造、水原麻記、近藤宏、大下哲矢、里木佐甫良、和田周、大磯学、流健二郎、古川小夜子、阿部六郎、山田博行、永谷悟一、桐原史雄、山崎満、山口純平、松山薫、柳鶴英雄、岡本美登、柴田光哉、山川昭                                                                                                 | 13.0%  |
| 第24話 | 1981年5月1日   | ハレンチ検事は 被告席で泣け       | 伊藤孝雄、江幡高志、野口ふみえ、灰地順、音無真喜子、大江徹、藤山浩二、丸山詠二、柄沢英二、桑原一人、入江正徳、小山源喜、槇ひろ子、進藤幸、城山いずみ、水野まどか、菅原千明、沢木美伊子（沢木ミミ）、夷正信、五十嵐公二、中山剣吾、小池和子、谷口みゆき                                                             | 8.3%   |
| 第25話 | 1981年5月8日   | さらばブラック 怒りの爆死         | 佐藤慶、桜むつ子、田口計、勝部演之、浜田晃、深水真紀子、上田耕一、笹入舟作、林昭夫、矢吹英二、重松収、鈴木弘道、吉田秀仁、猪垣泰佑、高中まゆき | 4.5%   |
| 第26話 | 1981年5月15日  | コンピューター 死刑執行人登場     | 小松方正、有川博、中村久美、木村泰三、吉田良全、成田次穂、波田江清、飯田道郎、鈴木弘道、小緑淳子、石垣恵三郎 | 8.8%   |
| 第27話 | 1981年5月22日  | 人質は糖尿病 救急ネズミ作戦       | 藤木敬士、永井秀明、片桐竜次、三角八朗、堀永子、長島隆一、入江正徳、徳弘夏生、清水宏、三浦伸、阿部六郎、小倉雄三、岸本功、吉良冬太、加藤陵子、徳永真人、宮寺康夫、春田純一、福井友信、後藤おさむ | 14.9%  |
| 第28話 | 1981年5月29日  | 強盗を飼う警部                    | 岩谷隆広、姫ゆり子、石山律雄、東啓子、武内文平、藤方佐和子、相馬剛三、田村元治、岩城和男、俵一、山本武、大葉健二、須永慶、高畑次郎、萩原竹夫、岡野容子、慶野裕子、牧原佐和子、小池和子 | 11.9%  |
| 第29話 | 1981年6月5日   | 爆発サイクリング                  | 戸浦六宏、増田順司、高城淳一、松山照夫、原口剛、有吉ひとみ、里見和香、伊藤正博、大矢兼臣、福永幸男、吉田大門、永井秀男、篠原大輔、側見民雄、内山清次、下坂泰雄、大竹あかね | 9.7%   |
| 第30話 | 1981年6月12日  | エンゼルキッスは豚の味            | 早川保、梶三和子、飛鳥裕子、石山雄大、小沢象、山科美景、野村昇史、浅沼晋平、信実一徳、小野沢和子、坂本康子、酒井郷博、伊藤晶子 | 9.3%   |
| 第31話 | 1981年6月19日  | サギ師野郎 危い綱渡り             | 火野正平、渥美国泰、八名信夫、沼田爆、高峰圭二、ペドロ&カプリシャス、松村和美、成川哲夫、溝呂木但、芦沢孝子、山根久幸、荒瀬寛樹、音羽千佳子、坂元美智子、飯島大介、小田島隆、姫るり子、大塚真由美、北村克美、河野登志美                                                                                            | 9.1%   |
| 第32話 | 1981年6月26日  | 死人を愛した女スパイ              | 大信田礼子、土屋嘉男、杉江廣太郎、小沢弘子、中條郷子、伏見哲夫、宮寺康夫、小池雄介、大阪憲、ジョセフ・グレース、速水隆、丸橋一貴、吉田政明、安藤美智子、大野和浩、摂祐子、藤井真由美 | 8.5%   |
| 第33話 | 1981年7月3日   | 団地妻を喰らう ゴキブリ達         | 根岸明美、亀石征一郎、清水めぐみ、大和撫子、可児健二、船水俊宏、下村節子、池永寿見子、大矢梨津子、岸野一彦、小緑淳子、春田純一、永井雅春、山崎優子、船引秀秋、陳孔金、藤川聡、伊藤由美子 | 12.7%  |
| 第34話 | 1981年7月10日  | 逃がし屋を逃がすな                | 東恵美子、南原宏治、田島真吾、金子研三、中田譲二、清川元夢、平岡典夫、デービット・ワインバーグ、デービット・ワッツ、デーブ・コール、井上誠吾、小林操、なりた洋、松本有史、福沢裕二、菊地章子 | 10.9%  |
| 第35話 | 1981年7月17日  | にせハングマン壊滅作戦            | 神田隆、剣持伴紀、藤山浩二、久遠利三、姿鉄太郎、スーパー・力、岸野一彦、山田博行、酒井努、伊藤健、長川晃三、三上昭子、木場剛、井上直樹 | 10.4%  |
| 第36話 | 1981年7月24日  | 恐怖の処刑 空中引き回し           | 鹿内孝、西尾三枝子、宗方勝巳、団次郎、高田大三、滝譲二、河野実、三重街恒二、高田規男、楠永有希子、白髪昢、真田陽一郎 | 9.0%   |
| 第37話 | 1981年7月31日  | 悪のカゲに浮気妻あり              | 風間舞子、清川新吾、村田正雄、五味龍太郎、竹井みどり、堀田真三、江口正昭、堀礼文、河井憲、上野綾子、松尾文人、近江信行、吉井みどり、伊藤桂子、幸田薫 | 10.3%  |
| 第38話 | 1981年8月7日   | KO強盗をKOせよ                    | 伊吹剛、今井健二、井原千寿子、大下哲也、小野泰次郎、菅沼赫、五十嵐美恵子、音羽千佳子、徳弘夏生、武田博志、島村卓也、安藤博信、桝田栄次、曽川留三子、恵由莉子 | 12.0%  |
| 第39話 | 1981年8月14日  | 悪医者は吸血処刑                  | 佐藤万理、松橋登、根上淳、稲葉義男、田島義文、高峰圭二、有馬昌彦、吉岡ひとみ、棟里佳、西口久美子、秋野陽介、鶴岡修、松本敏男、真田英明、柏木隆太、和田周、小林俊雄、古俣敦子 | 12.9%  |
| 第40話 | 1981年8月21日  | トルコ風呂 密室殺人               | 安井昌二、西沢利明、沢田和美、須藤健、市村昌治、正司敏江、正司玲児、久保田薫、喜田晋平、赤松秀樹、長谷川尚江 | 15.6%  |
| 第41話 | 1981年8月28日  | パリから来た殺し屋                | クロード・チアリ、加賀邦男、キム・バス、川辺久造、中井啓輔、鹿沼えり、宮崎和命、林寛一、湖条千秋、島英司、坂本康子、上條まどか、本多和子 | 10.4%  |
| 第42話 | 1981年9月4日   | リモコン・ヘリ 空爆処刑           | 織本順吉、小林昭二、ヒロスケ、中山昭二、福山象三、浦川麗子、山岡甲、坂上浩一、太田優子、九重ひろ子、木村翠、神田正夫、大神信、大坪日出代、小沢悦子、小緑淳子、叶杏子、平田哲久、鈴木弘道、高瀬仁、山本庄助、井上清和、沢田祥二                                                                                     | 11.1%  |
| 第43話 | 1981年9月11日  | ふたり親分 相撃ち作戦             | 草薙幸二郎、宮口二朗、秋月佐江子、金井進二、井上三千男、谷口芳昭、星景太、山本武、真田英明、竜駿介、深沢日出夫、栗原敏、酒井努、浅野直人、宮川満、立石徹、中沢美希、横川知明、井田元博、梅谷慎一 | 11.6%  |
| 第44話 | 1981年9月18日  | 人狩り村に潜入せよ                | 入川保則、イッセー尾形、小田部通麿、榊みちこ、新井和夫、森章二、清水昭博、鷹巣豊子、西村淳二、笠野賢治、槇ひろ子、伊藤彰洋、宮寺良治、米満和彦、富士見幹、松本信子 | 10.6%  |
| 第45話 | 1981年9月25日  | 浮気夫人の遺書を探れ              | 清水章吾、安部徹、珠めぐみ、佐伯徹、武藤章生、沢井孝子、小宮守、重松収、相原巨典、阿部六郎、町田幸夫、倉富勝士、古俣敦子、堀江じゅん子、姫るり子、木戸浩二 | 14.0%  |
| 第46話 | 1981年10月2日  | 熱血 スッポン刑事                 | 坂東正之助、早川保、人見きよし、唐沢民賢、関川慎二、沖田駿一、大前田武、高橋義治、兼松隆、王淑妙、木暮ゆかり、佐藤久夫、山崎由利子、砂塚トミコ、岡本美登、井上清和 | 7.2%   |
| 第47話 | 1981年10月9日  | 生か死か!? ドラゴン危うし         | 天田俊明、菅貫太郎、浜田寅彦、野口ふみえ、横田ひとみ、河村弘二、田畑猛雄、日尾孝司、徳弘夏生、宇南山宏、三沢もと子、高橋利道、竹内靖、津村浩、向殿アサミ、国宗篤、村木勲、有山由美子 | 7.3%   |
| 第48話 | 1981年10月16日 | 死人の恋 愛の言葉はさよなら       | 松本留美、夏木マリ、宗方勝巳、根上淳、嵯峨善兵、森愛、片岡五郎、津山栄一、久遠利三、永谷悟一、酒井努、五十嵐公二、稲垣泰佑、マミーナ | 9.7%   |
| 第49話 | 1981年10月23日 | 強奪一億円 召し上げ作戦           | 小松方正、平泉成、天草四郎、奥野匡、多田幸男、進藤幸、夏海千佳子、吉良冬太、平田守、力武淳、大竹あかね、沢田祥二、鈴木弘道、長峰明、池田和彦、北条純 | 10.0%  |
| 第50話 | 1981年10月30日 | 女催眠術師のウラを探れ            | 西田健、田中明夫、高林由紀子、戸部夕子、中村孝雄、杉江廣太郎、湊俊一、夏木恭介、出光元、橘田良江、邦創典、姿健一、松尾文人、長村智子、露木梨恵、風中臣、市川勉、小池幸次、相馬勇、山田光一、高野隆志、向殿アサミ                                                                                                   | 7.8%   |
| 最終話 | 1981年11月6日  | 死人たちは二度死なない            | 小池朝雄、土屋嘉男、戸浦六宏、田島令子、藤木敬士、小沢象、重久剛一、湖上千秋、福永幸男、小坂明央、門田俊一、大川かつこ、伊藤実、加藤真琴、皆川衆、峰健太 | 11.6%  |

平均視聴率 10.6%（視聴率は関東地区・ビデオリサーチ社調べ）

### ザ・ハングマンII
1982年6月4日から12月24日にかけて、全28話が放送された。
前作の続編だが、今回は戸籍と職業を持つ「生きた人間」となり、被害者やその家族・関係者の出番がハンキングのシーンまでにフェードアウトしていくという劇構成だった前作と違い、犯人の処刑場に、被害者やその家族・関係者を招待するという趣向を取り入れる。
本作から車両スポンサーが日産自動車へと変更された。

#### 主要登場人物
ハングマン
マイト ／ 日下部 孝介 - 黒沢年男
ゴッドから表稼業として、カジノ「ダイナ」の経営を任された。送る招待状にはダイナマイトを手に持ったギャンブラーが描かれたシールで封印している。招待状の封筒の色は黒。愛車はホワイトのシボレー・コルベット・スティングレー。
最終話で強制的にハングマンの任を解かれるが、タミーとヨガの仇を討つ為、デジコン、オショウと共に事件の黒幕の大室（水島道太郎）との決着を付け、ペットブリーダーに転身した。
デジコン ／ 加納 良次 - 名高達郎
表稼業として、秋葉原で「K.エレクトロニクスサービス」というコンピュータのジャンクショップを営んでいる。送る招待状にはドット画風の蜘蛛が描かれたシールで封印している。招待状の封筒の色は水色。愛車はイエローの日産・サファリ 2ドアAD。無線追跡などのハイテク装備が搭載されている。
最終話で大室との決着を付けた後、おもちゃ屋のサンタクロースに扮して潜伏した。
タミー ／ 桑野 多美子 - 夏樹陽子
表稼業は、高級クラブ「esquire club」のバニーガール。 送る招待状にはキスマークが描かれたシールで封印している。招待状の封筒の色はピンク。最終回で敵組織に捕らえられ、自ら自決用の毒を飲み生命を絶つ。愛車は黒ツートンのS130型 日産・フェアレディZ Tバールーフ2000ターボ2BY2。
ヨガ ／ 高原 徹 - 沖田さとし
ハングマン第10号。かつては世界各地を放浪する冒険家。インドでヨガの修行を積み、アメリカの探偵社で調査員として働いていた。その経験を買われ、再結成したハングマンの新戦力として加入した。
ヨガの秘術を駆使し、隠密行動に冴えを見せる。バイクに乗っての追跡も得意。
表稼業は、路上でのアクセサリー販売。送る招待状にはヨガ修行者が描かれたシールで封印している。招待状の封筒の色は黄色。
最終回で、タミーと共に敵の組織に囚われ、自白剤を打たれる間際に拘束から抜け出し抵抗するが、敵の銃弾を浴び死亡。愛車はスズキ・ハスラー
オショウ ／ 辻 雄太郎 - 植木等（第1 - 6、8 - 12、14 - 28話）
表稼業は、妙徳寺の住職「辻 心乱（つじ しんらん）」。コードネームも、前作のパンから変更した。年齢を感じせぬ運動神経が主な武器。送る招待状には数珠を握る腕が描かれたシールで封印している。招待状の封筒の色は白。
愛車は赤色のスズキ・ラブ（原付）、日産F30型レパード → 430型セドリック → C31型ローレル。
最終話で大室との決着を付けた後、屋台の焼きいも売りに扮して潜伏した。
ゴッド ／ 神島 泰三 - 山村聡（第1 - 4、7、13、17、26、28話）
外国へ逃亡していたマイトたちを日本に呼び戻し、ハングマンを再結成した。
その他
よね子 - 三島ゆり子（第1 - 6、8 - 12、14 - 28話）
妙徳寺の檀家の一人で未亡人。第1話でオショウと肉体関係を持って以来、毎回妙徳寺に乗り込んで執拗にオショウに言い寄る。
さとみ - 横田さとみ
カジノ「ダイナ」の従業員。
オープニングナレーション - 森山周一郎

#### 主題歌
- 「ミッドナイト フライヤー」作詞・作曲：ポール・オゴーマン、スティーブ・グローブス、唄：滝ともはる（ポリドール）

#### 放映リスト
サブ タイトルの表記等は公式サイト、公式ガイドブックの表記に準じる。
- 赤字は最高視聴率、青字は最低視聴率を示す。

| 話数   | 放送日         | サブタイトル                            | ゲスト | 視聴率 |
| ------ | -------------- | --------------------------------------- | --- | ------ |
| 第1話  | 1982年6月4日   | 処刑人復活 裏で吊して表にさらせ         | 多々良純、森田理恵、深江章喜、浜田晃、浮世亭ジョージ、ニック・バレンチノ、加藤大樹、塩見三省、保戸山美樹、小野敦子、小沢悦子、加世幸市、田村元治、島村卓志、伊藤紘、酒井努、大原真理子、飯野けいと、野村信次                       | 10.4%  |
| 第2話  | 1982年6月11日  | 女王がなめた苦い水                      | 森次晃嗣、大塚道子、三浦リカ、大塚国夫、今井健二、浮世亭ジョージ、ニック・バレンチノ、片岡五郎、牧れい、椎谷建治、野口元夫、高杉哲平、榎木兵衛、戸塚孝、二家本辰巳、青柳文太郎、飯野けいと、保戸山美樹                             | 9.1%   |
| 第3話  | 1982年6月18日  | 女学生を喰らう 大学理事長               | 山本亘、桂木文、南原宏治、生井健夫、春やすこ・けいこ、中田博久、弘松三郎、夏樹レナ、高品正宏、国沢雅弘、荻原紀、西内彰、愛田夏希、石田かおる、酒井郷博                                                                             | 10.5%  |
| 第4話  | 1982年6月25日  | 天下り役人に仏罰を                      | 本阿弥周子、平泉成、稲葉義男、江見俊太郎、工藤明子、春やすこ・けいこ、石山雄大、沖田駿一、入江正徳、山元恵子、石黒正男、おやま克博、飯野けいと、愛田夏希、キャロル                                                                 | 10.1%  |
| 第5話  | 1982年7月2日   | 結婚殺人の甘い汁                        | 高沢順子、岡崎二朗、内田稔、一ノ瀬康子、新海丈夫、京春上、井筒さとみ、野州大樹、宮川せい六、不知火艶、小嶋孝夫、吉田里香、根本俊二、村尾由紀子、岩崎正益、酒井くにお・とおる                                                       | 10.0%  |
| 第6話  | 1982年7月9日   | ヨガ秘術 しゃべる水死体                 | クールスR.C.（佐藤秀光、村山一海、ジェームス藤木、飯田和男、荻野知明、横山剣）、川辺久造、成瀬正、生田智子、重久剛一、藤田駿、井筒さとみ、丸山詠二、浜村理花、刈谷佑加、吉宮慎一                                                   | 8.6%   |
| 第7話  | 1982年7月16日  | 娼婦マヤ夫人の告発                      | 朝加真由美、川合伸旺、高桐真、沙貴めぐみ、井筒さとみ、斉川一夫、兼松隆、ラリー・カーロン、エドバード・ローラ、ベン・ジャクソン、長谷川一輝、岡部典子                                                                               | 11.8%  |
| 第8話  | 1982年7月23日  | 女子高生 ラブホテル殺人事件             | 斎藤美和、水島美奈子、北原義郎、近藤宏、内田勝正、春やすこ・けいこ、横田ひとみ、井筒さとみ、安永憲司、井上茂、池田武志、芦沢孝子、森康子、神童むつみ、海老井まゆみ、有山由美子                                                     | 9.7%   |
| 第9話  | 1982年7月30日  | 仮病の悪、 大手術いびり出し作戦         | 織本順吉、名和宏、田口計、八名信夫、風間舞子、金田里美、井筒さとみ、徳弘夏生、伊藤公子、相馬剛三、中沢美希、鹿島信哉、田村元治、青山美恵子、鳥海ゆかり、キャロル                                                                   | 12.2%  |
| 第10話 | 1982年8月6日   | 引き裂かれた水着 スキャンダル殺人       | 根上淳、亀石征一郎、桜井浩子、堀勝之祐、河野みゆき、岡田美佐子、小倉雄三、鳥居光一、八雲大、井筒さとみ、福原秀雄、西内章、羽田野まゆみ、山崎誠子、峰健太                                                                           | 13.2%  |
| 第11話 | 1982年8月13日  | ヤミの談合ナマ中継                      | 宮内洋、菅貫太郎、山内絵美子、上月左知子、中村孝雄、新谷由美子、宮城健太狼、高橋義治、井筒さとみ、河合絃司、浦信太郎、由起艶子、井上裕季子、野村信次、飯野けいと、松岡弥生、キャロル、兼子真、橋本弘、富沢美智江（現・富沢美智恵） | 8.0%   |
| 第12話 | 1982年8月20日  | ギャラは人妻！ 売れっ子評論家を吊せ     | 青木義朗、西田健、木村元、伊沢一郎、舟倉たまき、吉田未来、信実一徳、辰馬伸、城山いずみ、宮沢芳春、なかはら五月、下坂泰雄 | 10.7%  |
| 第13話 | 1982年8月27日  | 裏切り警官 あぶり出し作戦               | 三ツ木清隆、奈美悦子、早川保、根岸一正、吉沢由美子、太刀川寛、アサド・シャーヒッド、きくち英一、大前田武、鶴岡修、ホセ・ヤスダニ、リチャード・ゼンマ、竹下玲奈、加藤泰子、須永慶、滝川昌良、峯田智代                               | 10.0%  |
| 第14話 | 1982年9月3日   | ニトロ式コルセットで 悪の減量を！       | 小松方正、南城竜也、岡本広美、江角英、金子研三、山崎満、井筒さとみ、阿井陽子、打出親五、門脇三郎、加藤茂雄、岩瀬裕美、志村幸江、小海とよ子                                                                                         | 9.6%   |
| 第15話 | 1982年9月10日  | 出口なし 恐怖の空気処刑                 | 綿引勝彦、鳥居恵子、井上高志、早川雄三、石橋雅史、北町嘉朗、倉島襄、川口裕子、マヅロ・フィリッポ、ノーマン・セス、ジェイ・アトウッド、志賀沢子、向殿あさみ、小坂明央                                                               | 9.2%   |
| 第16話 | 1982年9月17日  | ゴッドマザーの 馬鹿ムスコを吊せ         | 日高澄子、永井秀和、西尾三枝子、東啓子、幸田宗丸、堀光昭、友金敏雄、山中康司、井筒さとみ、芝村洋子、溝呂木但、小野田英一、山口ひろみ                                                                                               | 9.7%   |
| 第17話 | 1982年9月24日  | クイズ!? 電気ショックの恐怖             | 塚本信夫、佐原健二、志麻いづみ、長塚京三、林優枝、久遠利三、岡本正幸、内海英子、水沢萠子、池田道枝、中平良平、山崎満、丸尾りえ、望月祥子                                                                                           | 11.2%  |
| 第18話 | 1982年10月8日  | さらわれた女子大生 救出トンビ作戦       | 福田豊土、柳川慶子、山本清、沢田和美、永井秀明、田畑猛雄、関川慎二、井上望、塩見三省、俵一、皆川衆、井筒さとみ、坂田祥一朗、畑中猛、小倉英子                                                                                       | 8.0%   |
| 第19話 | 1982年10月15日 | 女子留学生を売る吸血医                  | マリアン、藤木敬士、川辺久造、剣持伴紀、笹入舟作、デピカ・ジェイン、ローゼ・ロドリゲス、モニカ・ジェイン、ジュディ・バツワーン、ユリ・ホワイトン、吉田良全、井筒さとみ、金子眞、伊藤譲二                                           | 11.7%  |
| 第20話 | 1982年10月22日 | 美人姉妹の危険な就職                    | 佐藤仁哉、伊藤咲子、竹井みどり、山岡徹也、森章二、三角八朗、梅津栄、高野慎二、高木二朗、小田草之介、京春上、林未来、井筒さとみ、庄司三郎、緑川稔                                                                                   | 11.8%  |
| 第21話 | 1982年10月29日 | やわ肌を復讐に賭ける女                  | 黒木真由美、田口計、片桐竜次、片岡五郎、宮本裕司、荻原紀、藤田康之、加藤茂雄、山崎誠子 | 12.2%  |
| 第22話 | 1982年11月5日  | 裸女の死体と 心中した検事               | 田中明夫、原田樹世土、吉野佳子、小林勝彦、山西道広、井筒さとみ、氏家修、和田周、中吉卓郎、西真理子、熊谷卓三、永井秀男、戸川京子、伊神恵美子、立木亜理妙                                                                           | 12.5%  |
| 第23話 | 1982年11月19日 | 女帝と社長の色と欲 ニセ秘宝展をあばけ   | 根岸明美、久保明、高野真二、川島美津子、唐沢民賢、友金敏雄、鶴岡修、井筒さとみ、榊原久美子、斉藤林子、相馬剛三、坂本マリ、井上肇、高山佳子、俵一、今泉厚、丸山真弓、葉月まい                                                       | 12.7%  |
| 第24話 | 1982年11月26日 | 爆走サーキット 注射オレンジすり替え作戦 | 南原宏治、大下哲矢、沖田駿一、古代一平、降矢由美子、徳弘夏生、可児健二、若尾義昭、兼子眞、橋本哲也、伊吹礼一、安見あいか、明石多佳子、柴田美保、小笠原初月                                                                         | 7.4%   |
| 第25話 | 1982年12月3日  | 連続麻薬殺人 ポルノ女優を救え           | 水島美奈子、中原早苗、森幹太、大竹修造、西田良、高尾美有紀、中真千子、大江徹、中村万里、斉川一夫、伊藤彰洋、真田英明、伊海田彩、山本由美子、江上真吾                                                                               | 10.7%  |
| 第26話 | 1982年12月10日 | 嫁の殺意・ ポックリ寺の謎               | 千石規子、梅津栄、人見きよし、東郷晴子、増田順司、御道由紀子、中吉卓郎、きくち英一、北見治一 | 13.4%  |
| 第27話 | 1982年12月17日 | 癌殺人の恐怖!! 人体実験の女を救え       | 峰岸徹、団次朗、桜井浩子、芦川よしみ、藤江リカ、星野晶子、原口剛、奥野匡、由起艶子、木村泰三、伊藤正博、神田正夫、水木洋子、風美優子                                                                                               | 11.0%  |
| 最終話 | 1982年12月24日 | 影との対決 ハングマン散る！             | 水嶋道太郎、大屋政子（特別出演）、草薙幸二郎、宮口二朗、沢井孝子、天草四郎、秋元めぐみ、井筒さとみ、飯田和平、川部修詩、織田良一郎、草野裕                                                                                         | 12.1%  |

平均視聴率 10.6%（視聴率は関東地区・ビデオリサーチ社調べ）

### 新ハングマン
1983年7月29日から1984年2月10日にかけて、全26話が放送された。
それまでのハングマンとは全く違う組織で、ハングマンは全員が同じ西新宿にある旅行代理店「アロハ ツーリスト」の店員で、アジトへは従業員用クローゼットの中に入ってその裏の自動ドアから入るかたちである。
ゴッドは第1話のみの登場で、ハングマンへの直接の指令伝達は執事の園山が務める。
ハングマンの報酬は指令毎の変動制となり、毎回、都内各地の名所で指令伝達と経費の授受が描かれる。そして、下準備でかかった経費の費用から差し引きした分が彼らの報酬となり、受け取った後に会社を閉めてからハンギングを実行する風景がこちらも毎回描かれている。
第12、13話はチャンプが未登場、代わりに私立探偵の三好忠治（ガッツ石松）が登場している。
本作から車両スポンサーがトヨタ自動車に変更され、以降全作トヨタが車両提供を行うようになった。

#### 主要登場人物
ハングマン
E・T ／ 結城 五郎 - 名高達郎
リーダー。32歳。大学中退後、十数年間にわたって海外を放浪。傭兵としてあらゆる危険な戦場をくぐり抜けてきた。格闘と射撃においてはプロでハングマンの重要な戦力である。1人暮らしで小犬を1匹飼っている（第3、4、12、16話）。
使用車両はシルバーの初代トヨタ・ソアラ。
マリア ／ 雨宮 礼子 - 早乙女愛
アロハ ツーリストの経理係。第1話で殺害された父の復讐のために情婦となり敵の組織に潜り込んでいた。その過程で、同じ組織を探っていたE・T達に協力した事がきっかけで組織のハンギング完了後に正式にハングマンに加入した。コンピューターによる分析と変装の名人で、まれに情報が入るまでは自宅で趣味のエアロビをしている。ハングマン解散後はエアロビのインストラクターに転身した。
使用車両は白とシルバーのツートンの2代目トヨタ・ターセル→赤の5代目トヨタ・スプリンター。
ヌンチャク ／ 前島 アキラ - 小林竜一
23歳。小学生から武道を始め、少林寺拳法、柔道、合気道、空手道など所有段数合計25。正義感が強い余り、人助けが高じた傷害事件を度々起こしており、前科5犯の前歴を持つ。オートバイでの追跡も得意としている他、コードネームの名の通りヌンチャクを使って戦う事もある。
使用車両はスズキ・GS250FWの1983年モデル。移動式クレーンなど重機も操る。
チャンプ ／ 小出 英樹 - 山城新伍（第1 - 11、14 - 26話）
42歳。関西の某警察署の元署長。職務では切れ者ながら、型破りなスタイルのため各所からの風当たりは強く、部下の不祥事の際に管理責任を問われ強制的に退職させられた過去がある。
専門分野は妻子に逃げられる一因にもなった盗聴。葉巻中心の喫煙者で無類の好色家でもある。園山との折衝を主に行うが、金銭にはがめつく園山から授受があったギャラからピンハネした後でメンバーに分配し手渡す事が多々ある。
使用車両は白の8代目トヨタ・コロナ5ドア→黒のフォルクスワーゲン・ビートル。
その他
園山 - 平田昭彦
マリア以外の3人をスカウトしたゴッドの執事。ゴッドの代理人としてハングマンに指令を送る。チャンプとは対照的に嫌煙家で生真面目な紳士らしく振る舞っているが、カップルの情事を覗き見したり、マリアに対しては妙に甘いなど、本心はチャンプに劣らず下世話な性格。独身の娘を抱えている。
野川 加代子 - 三島ゆり子（第2 - 26話）
夫が病気のために生活苦からアロハツーリストの求人に応募した中年女性。事務員として園山に送り込まれたが、E・T達のハングマン稼業に関しては全く知らされていない。世間知らずの貞淑な人妻を気取っているが、チャンプのセクハラ行為に艶めかしい反応を示したり、密かにゲイポルノ雑誌を読みながら妄想に耽ったりしている。
ゴッド - 天知茂（第1話のみ出演）
病気療養中の身で、園山を通じてハングマンに指令を送る。

#### 主題歌
「絆 FOREVER」作詞：森雪之丞、作曲：山本恭司、編曲・唄：BOWWOW（バップ）

#### 放映リスト
サブ タイトルの表記等は公式サイト、公式ガイドブックの表記に準じる。
- 赤字は最高視聴率、青字は最低視聴率を示す。

| 話数   | 放送日         | サブタイトル                        | ゲスト | 視聴率 |
| ------ | -------------- | ----------------------------------- | --- | ------ |
| 第1話  | 1983年7月29日  | 令嬢を情婦に堕した 悪徳署長         | 青木義朗、名和宏、江見俊太郎、杉江廣太郎、 吉田豊明、水村泰三、 松風はる美、遠藤剛、益田愛子、若杉透、峰祐介、 山崎満、石黒正男、 三上あい、岡部しのぶ、加世幸一、山口純平                          | 11.5%  |
| 第2話  | 1983年8月5日   | セーラー服を犯す 教育評論家         | 草薙幸二郎、田口計、左右田一平、中田博久、宮城健太狼、 星野いずみ、高林幸兵、真田英明、浜口竜哉、大原武樹、 音羽千佳子、サイトウヒロシ、おやま克博、宮川実 玉木弓子、五十嵐久美、加川ゆみ           | 12.5%  |
| 第3話  | 1983年8月12日  | ホテル腹上死を 演出する始末屋       | 川辺久造、立枝歩、姫ゆり子、幸田宗丸、信実一徳、平瀬りえ、 越村公一、飯田和平、田中洋介、大平梨香、佐藤ヒロミ、門脇三郎、 志賀圭二郎、打出親吾                                                      | 10.4%  |
| 第4話  | 1983年8月19日  | 兵隊を密輸する 悪ガードマン会社     | 団次朗、神田隆、石橋雅史、太田あや子、椎谷建治、辻伊万里、 桑原一人、松原真矢、リチャード・G・テーラー、マイケル・コールマン、 滝川昌良、榊原辰己、鹿島信哉、大沢ゆかり、中瀬博文※ノンクレジット    | 10.1%  |
| 第5話  | 1983年8月26日  | 清純派女優を汚す 敏腕プロデューサー | 長谷川明男、塚本信夫、小野進也、富山真沙子、深水真紀子、 高村玄二、松永由加里、中帆登美、島崎加奈子、伊藤彰洋、マイク・オブライエン                                                                 | 11.6%  |
| 第6話  | 1983年9月2日   | 恋を引き裂く 愛人バンク             | 峰岸徹、中島葵、なつきれい、岡本達哉（現：岡元八郎）、 久遠利三、 赤松秀樹、伊藤正博、山口ひろみ、斎藤林子、 ボブ・アキュラ・ウィリアム、山賀日出男、緒方英子                                       | 11.0%  |
| 第7話  | 1983年9月9日   | 少女殺しをデッチ上げる成金と刑事    | 藤岡重慶、深江章喜、長谷川諭、城英樹、井上麻衣、小泉麻衣子、 神崎じゅんや、石井和彦 | 10.9%  |
| 第8話  | 1983年9月16日  | 代議士の自殺を演出する兄弟秘書      | 橋爪功、宮川陽介、有馬昌彦、宮口二郎、京春上、入江正徳、 岡部正純、西坂和子、山崎満、山本裕之 | 11.2%  |
| 第9話  | 1983年9月23日  | 連続射殺魔を騙した 女結婚サギ師     | 鹿内孝、泉じゅん、原田真紀、三崎奈美、兼松隆、刈谷佑加、 井上和行、皆川衆、竹崎真里、門脇三郎、加藤茂雄、鹿島信哉                                                                                   | 11.4%  |
| 第10話 | 1983年10月7日  | 新人女優に泥をぬる 芸能学院女帝     | 三條泰子、川合伸旺、近藤宏、横田さとみ、福家美峰、浅茅しのぶ、 草村礼子、西田昭市、高品正宏、鈴木秀一、成田次穂、竹津小百合、 亜美よう子、風中臣、小林文隆、秋本学、鈴木美智子、 打出親吾、熊谷卓三 | 10.5%  |
| 第11話 | 1983年10月14日 | 娘の真珠を奪った ハレンチ官僚       | 一ノ瀬康子、松山照夫、中井啓輔、轟謙司、中村孝雄、榎木兵衛、 吉中六、大島宇三郎、竹内健太郎、阿部六郎、ブレンダ・亜鼓、 南雲佑介、真田実、織千景、田村貫                                            | 8.8%   |
| 第12話 | 1983年10月21日 | サラ金苦につけこむ 吸血肩代わり屋   | ガッツ石松（クレジットではガッツ・石松と表記）、亀石征一郎、 飯田浩幾、福山象三、吉田良全、野村昇史、池田道枝、亜美よう子、 田村みさ子、石崎洋光、中瀬博文、深作覚                                  | 10.6%  |
| 第13話 | 1983年10月28日 | 天使を喰う ハイエナ病院             | ガッツ石松、菅貫太郎、有川博、高桐真、辰馬伸、岡幸恵、中真千子、 中村方隆、飯島大介、石原明宏、杉欣也、永谷悟一、五十嵐公二、 司幸二、川瀬修三、赤坂廣人、高橋芳彦、みかめ奈々                      | 12.0%  |
| 第14話 | 1983年11月11日 | 海女の刑・ 女体を密輸する逃がし屋   | 宗方勝巳、片桐竜次、佐藤あさみ、 青山恭子、伊奈貫太、村上久勝、 錆堂連、三井大介、佐々木敏、寺田理恵子、 柴原功、小沢直美、加藤茂雄                                                                 | 8.1%   |
| 第15話 | 1983年11月18日 | 通り魔に 夫の出世を賭ける妻         | 真木洋子、石濱朗、佐原健二、森章二、塩見三省、沢井孝子、 草薙良一、江藤漢、中村俊安、田辺年秋、野村昇史、鈴木謙一、 戸沢佑介、安田夏望、加奈けい子、山岡健次、 由起艶子、中川明、本間夕斗           | 10.3%  |
| 第16話 | 1983年11月25日 | 疑惑の教授選につけ入る ニセ処刑人   | 高沢順子、入川保則、成瀬正（現：成瀬正孝）、関川慎二、 木村翠、春江ふかみ、綾川志剛、谷津勲、羽生昭彦、風間信彦                                                                                     | 9.0%   |
| 第17話 | 1983年12月2日  | 家元争いを毒花で飾る 夫人と女秘書   | 西田健、三浦真弓、細川俊夫、今出川西紀、 高野真二（現：高野眞二）、 沖田駿一、徳弘夏生、日高久美子、斉藤真理子、川崎一雄、 西川篤美、小金井宣夫、有働智章、徳山富夫                                 | 12.4%  |
| 第18話 | 1983年12月9日  | 服役者の妻を犯す 警察署長           | 小松方正、江幡高志、佐藤京一、井上博一、 出水妙、前沢大、増田くみ子 | 10.7%  |
| 第19話 | 1983年12月16日 | 浮浪者を襲う 医大教授と浮気夫人     | 芦川よしみ、塚本信夫、桜井浩子、大塚吾郎、池田鴻、 矢野宣、柳谷寛、千代田信一、中原博美智、青木勇次、 野口ひろとし、波平光生、木島一郎                                                              | 10.3%  |
| 第20話 | 1983年12月23日 | 生徒を売る非行教師                  | 沼田爆、八名信夫、小林尚臣、大西多摩恵、田浦智之、 丸林昭夫、中村幸路、小林徹成、大村一郎、大石修、 叶年央、仲木隆司、生田目純子、永井秀男、鈴木美知子、伊藤まき                                    | 13.0%  |
| 第21話 | 1984年1月6日   | 復讐する女の標的は 黒いミサイル     | 朝比奈順子、田中明夫、久富惟晴、村嶋修、大下哲矢、 新海丈夫、戸塚孝、西尾友吾、石崎洋光、郷内栄喜、 菊川予市、青山伊津美、平沢久美子、八木和子、島敬輔                                              | 9.0%   |
| 第22話 | 1984年1月13日  | ホテトル嬢の 口をふさぐ好色官僚     | 加藤和夫、早川雄三、森村陽子、香井今日子、井上高志、 姿鐵太郎、めいしゅう慶子、高村玄二、伏見哲夫、 村松勉、武石聡、小海とよ子                                                                      | 9.8%   |
| 第23話 | 1984年1月20日  | 美女をエサにする 国際サラ金         | 船戸順、田口計、北原義郎、水島美奈子、永井秀明、片岡五郎、 榊原久美子、鈴木香緒里、高野久美子、柚木章子、久保晶、 大木史朗、川部修詩、峰祐介、ピーター・ストール、 橋田昌純、門脇三郎、打出親吾     | 11.2%  |
| 第24話 | 1984年1月27日  | 婚約娘を襲う 誘拐株式会社           | 竜崎勝、長塚京三、野口ふみえ、田中千恵、山西道広、轟謙司、 友金敏雄、嘉悦とよき、高梨かほり、関根久恵、宮前ひろし                                                                                   | 10.9%  |
| 第25話 | 1984年2月3日   | 女カメラマンを狙う 謎の被写体       | 浜田晃、小林勝彦、内藤剛志、好井ひとみ、 賀川雪絵（現：賀川ゆき絵）、棟里佳、 ミゲール・ミカード、田原千之右、難波利幸、服部理恵、 皆川衆、吉田太門、小野沢ユキ                                     | 10.8%  |
| 最終話 | 1984年2月10日  | 女体を人体実験する 悪魔の病院長     | 多々良純、佐原健二、中山昭二、水上功治、剣持伴紀、 岡部正純、高村玄二、萩尾なおみ、福原学、由起艶子、大村千吉、志賀圭二郎                                                                           | 10.3%  |

平均視聴率 10.7%（視聴率は関東地区・ビデオリサーチ社調べ）

### ザ・ハングマン4
1984年9月21日から1985年4月5日にかけて、金曜21時枠の同時ネット局では全25話が放送された。
ゴッドが前作のE・Tをリーダーにして作った組織で、表の職業はタクシー会社「タイガーキャブ」。タクシー無線で、ハングマン出動の暗号「緊急指令トラ・トラ・トラ」が発令されると各車両は営業所に戻り、バックヤードの整備工場でロボットアームを使い、タクシー装備（ルーフの行灯やボディのタイガーキャブのロゴマーク）の撤去やナンバープレートの交換（緑ナンバー → 白ナンバー）および洗車が行われ一般車両として出動する。
犯人が悪事を白状した後、「ギルティー（有罪）」と称した制裁を加える趣向が新たに加わる。
第8話と第9話では、寺の行事で京都へ行っていたオショウに代わり、サファリの意向で前作に登場したマリアが登場する。第25話は2部構成の「ダブルハンギング・2時間スペシャル」で、第1部と第2部の間と本編終了後にメイキング映像や、エンディングを担当しているKAJAが歌う「ありがたや節」のアレンジヴァージョンが公開された。その際のナレーションは小林克也が担当した。本作以降は「2時間スペシャル」放送枠が各シーズンごとに設けられるようになる。
本作から、エンディング映像がパフォーマンス集団劇男零心会のダンスプロモーションになっている。第10話では事件の関係者が零心会の新人という設定だったため、零心会のメンバーやエンディングを担当しているKAJAも本編に出演している。

#### 主要登場人物
サファリ ／ 結城 五郎 - 名高達郎
前作のE・Tと同一人物。ニューカレドニアからの帰国直後にゴッドの差し向けた刺客の急襲を切り抜け、報復のためゴッドの邸宅へ潜入。その際、ゴッドからハングマンとしての力量を見定めるためテストだったという真意を明かされ、ハングマンのリーダーとなる。他のメンバーのスカウトも彼が行った。本作では短銃身散弾銃「サンダーブロウ」を駆使して活躍する。普段は赤い1号車（初代トヨタ・ソアラ 2000・TURBO、ナンバーは営業用が「品川55 た 18-80」自家用が「品川59 ね 18-80」）に乗っているが、タクシーでは珍しい2ドア車のため、第7話では驚いた乗客に「スポーティな乗り心地を提供するため」と説明するシーンがある。
クレイ ／ 竜村 新兵 - 佐藤浩市
元ボクサーで、インターカレッジのウエルター級チャンピオンだったが、4年前の初防衛戦の際に対戦相手が死亡。以来、裏街道を歩いてきた。警視庁の幹部候補生として警察学校に在籍していた事もあり、警察を辞めていなければ今頃は警部補にでもなっていたはずであった。
とあるバーでバーテンダーをしていた際に暴力団の集りを排除したことでサファリの目に止まり、彼にスカウトされハングマンとなる。普段は黒い2号車（E80トヨタ・カローラ 1600・SR、ナンバーは営業用が「品川55 た 19-44」自家用が「品川59 の 19-44」）に乗っている。コードネームはモハメド・アリの本名カシアス・クレイに由来する。
ジャッキー ／ 水木 梓 - 渡辺祐子
オショウの元同僚で修理工場を経営していた、水木義男（藤木悠）の娘。クレイの発案で自動車整備士を雇う事になり、オショウは元同僚の水木をハングマンとして勧誘したが、船上カジノの潜入捜査の際、水木は正体が露見し殺害された。梓はオショウを恨み、タイガーキャブに乗り込んだが真相を知らされ、復讐のためにハングマンとなる。
親譲りの腕で、タイガーキャブの自動車整備係兼無線係として活躍。コードネームはジャッキに由来しており、サファリが名づけた。
オートバイを乗り回しているが、主に移動手段や作戦遂行時に目標の尾行用として使用しており、バイク・ヨガ・ヌンチャクのようにオートバイを駆って活躍することはあまりない。ギルティー後の移動の際などでは誰かの車（主に3号車）に同乗することも多いが、第11話では人質救出の際にオショウの代わりに3号車を運転している。
オショウ ／ 辻 雄太郎 - 植木等（第1 - 7、10 - 21、24、25話）
2作目の「オショウ」と同一人物かは不明。
基本設定は2作目に準じているが、一部2作目の設定と違う描写がある。サファリとは面識があるらしく、浅草寺の門前で托鉢している所をスカウトされた。元同僚（元刑事）の水木義男を死なせてしまった責任を感じ、ジャッキーの親代わりにもなっている。普段は銀の3号車（S120トヨタ・クラウン 2000・TURBO スーパーサルーン・エクストラ、ナンバーは営業用が「品川55 た 23-47」自家用が「品川59 と 23-47」）に乗っている。
?女 ／ 栗原 美津代 - 三島ゆり子
ゴッドの秘書兼家事使用人で、ハングマンとゴッドとの連絡役。報酬と土産物を怪しまれないように運ぶという名目で、毎回色々な扮装をして登場する。
本人は変装の名人だと思っているものの、すぐに見破られ「わかりました？」と言うのが定番だが、数回見破られなかったこともあった。またメンバーからは分かりやすい変装を揶揄して「カメレオンおばさん」と呼ばれている。
また、次作『V』・第9話のスペシャルにも登場し、匿名のスポンサーの元、パピヨンにチャンプとマリアの斡旋を行い、ギャラの仲介をも行う。
ゴッド ／ 神山 玄蔵 - フランキー堺（第1 - 4、22、25話。オープニングナレーションも兼任）
病院理事長などを務める資産家で、「日本の民主主義の発展に貢献してきた男」を自称する。法の網を掻い潜る悪人たちを、日本の屋台骨を食い潰す鼠に喩え、それを一掃するべくハングマンを結成する。ジャッキー以外のメンバーのコードネームを名付けたのも彼である。
美食家で、毎回の指令を伝える際はサファリを屋敷に呼び、豪華な食事で持てなす。登場しない回には秘書の栗原にギャラや経費と一緒に手土産として、各地の名産品を持参させる。メンバーからはケチで通っている。第25話の第2部では敵に誘拐されるが、サファリたちに救出された。
オープニングナレーションの最後はネイティブな発音で「God」と言っていた。

#### 主題歌
- 「ありがたや節」作詞：浜口庫之助、補作詞：藤巻直哉、作曲：不詳、唄：KAJA、エンディングの踊り：零心会（CBSソニー）

#### 放映リスト
サブ タイトルの表記等は公式サイト、公式ガイドブックの表記に準じる。
- 赤字は最高視聴率、青字は最低視聴率を示す。

| 話数   | 放送日         | サブタイトル                                   | ゲスト | 視聴率 |
| ------ | -------------- | ---------------------------------------------- | --- | ------ |
| 第1話  | 1984年9月21日  | 船上トバクで まる裸にされる！                  | 藤木悠、亀石征一郎、小林勝彦、有馬昌彦、野平ゆき、藤井洋八、麻世れいら、近藤準、滝沢淳、影山英俊、星野晃、西内彰、相原巨典、大石修、斉藤乃里子 | 13.3%  |
| 第2話  | 1984年9月28日  | 女子留学生が 麻薬を運ばされる！                | 広田玲央名、柳川慶子、久富惟晴、片岡五郎、関川慎二、高品正宏、伊藤公子、成瀬明、土屋貴子、加藤茂雄 | 12.4%  |
| 第3話  | 1984年10月5日  | 若い身体から 内臓が奪われる！                  | 江見俊太郎、小林重四郎、南城竜也、黒田福美、成瀬正（現：成瀬正孝）、吉田未来、椎谷建治、笹入舟作、志賀圭二郎、皆川衆、長江洋平、賀茂正、吉田太門、石塚忠吉、花原照子 | 10.4%  |
| 第4話  | 1984年10月12日 | 署長が押収拳銃を 売りとばす！                  | 草薙幸二郎、浜田晃、早川純一、佐伯赫哉、長谷川真砂美、四季穂、南雲佑介、小池雄介、黒沢拓、三川雄三、石黒正男、竹田さなえ、まさき博人、今井忠彦 | 12.7%  |
| 第5話  | 1984年10月19日 | 女高生が非行理事長に 食いものにされる！        | 北原義郎、中山昭二、渡辺良子、杉本こず江、武藤英司、岡部正純、増田順司、池田道枝、かわいのどか、神童むつみ、徳永広美、鈴木裕子、青山伊津美、石崎洋光、藤原増二 | 12.7%  |
| 第6話  | 1984年10月26日 | 人材バンクが 殺人犯を仕立てる！                | 賀田ゆう子、田中明夫、小島三児、宮口二郎、金子研三、安永憲司、川部修詩、横内直人 | 8.8%   |
| 第7話  | 1984年11月2日  | 大学マフィアが 女子大生をポルノさせる!         | 坂上味和、内藤剛志、堀川まゆみ、谷村好一、森岡六太郎、大林真由美、紅理子、高村智庸、鹿島信哉、若山雅弘、小林玉枝、佐野浩史、加藤茂雄、志村幸江 | 9.9%   |
| 第8話  | 1984年11月16日 | 帰ってきたマリアを ナイフが襲う！              | 早乙女愛、工藤堅太郎、桂木文、吉田次昭、船場牡丹、兼松隆、友金敏雄、高林幸兵、溝上英範、岸野一彦、西村よう子、荒井祐次、トニー・マートプ、ラリー・カンバス | 8.9%   |
| 第9話  | 1984年11月23日 | 美人コンパニオンが 消されていく！              | 早乙女愛、立川光貴、永井秀明、大下哲矢、草薙良一、三笑亭夢之助、荒木路、信実一徳、深沢猛、森岡隆見、橘雪子、高梨かほり、石倭裕子、高樹美沙、町田幸夫、三浦剛、菅沢恵子 | 11.6%  |
| 第10話 | 1984年11月30日 | エリートの父親が 隠し子の命を狙う！            | 零心会（鋭角一、湯治一博、志水一政計、判戸敬士、大田光二、宮路佳具、佐藤健、古後義和、林塁、中村英二、松下正之）、菅貫太郎、山本清、茂野幸子、野口ふみえ、宗方奈美、中村孝雄、松風はる美、堂免亮子、吉中六、桑原一人、福原圭一、伊藤浩之、KAJA                                               | 8.9%   |
| 第11話 | 1984年12月7日  | 銃撃戦が生中継される！                         | 森次晃嗣、山本ゆか里、吉田豊明、灰地順、大林丈史、戸塚孝、小林治、小室美由起、森下明、森岡隆見、甲斐武、星野晃、鈴木実、大貫幸雄、高橋政昭 | 13.3%  |
| 第12話 | 1984年12月14日 | タイガーキャブの本拠が 襲われる！              | 芦川よしみ、深江章喜、神田橋満、香野麻里、田島義文、伊吹徹、福地泡介（友情出演）、杉欣也、田辺洋、植村由美、西尾友吾、海一生、星ゆかり、川畑英樹、鹿島信哉、仁科典子、打出親吾 | 16.0%  |
| 第13話 | 1984年12月21日 | 強盗ガードマンを 人間パチンコではじく！        | 玉川良一、和崎俊哉、江幡高志、内田勝正、浅見美那、飯田浩幾、岡本達哉、宮沢元、飯島大介、河村剛州、三浦克則、山田敦彦、鹿島信哉、志村幸江、甲斐武 | 12.5%  |
| 第14話 | 1984年12月28日 | 疑惑の新妻殺人犯に 自白させる！                | 長谷川明男、三浦リカ、塩見三省、入江正徳、宮田光、常泉忠通、飯野滋一、鈴木謙一、中島誠、田島浩一、苅谷今日子、川倉慶三、外園真由美 | 12.2%  |
| 第15話 | 1985年1月11日  | 恋人の体が新札偽造の いけにえにされる！        | 渥美国泰、宮内洋、泉じゅん、丹波義隆、信実一徳、大前田武、賀茂正、上原敏郎、柳本雅俊、森岡隆見 | 17.2%  |
| 第16話 | 1985年1月18日  | ストリッパーが 刑事のバケの皮をはぐ！          | 朝比奈順子、鹿内孝、磯村健治、野上祐二、五島修、打出親吾、甲斐武 | 15.0%  |
| 第17話 | 1985年1月25日  | 浮気ドライブに 追突事故が演出される！          | 藤岡重慶、石濱朗、久保明、志麻いづみ、小林伊津子、三角八郎、江崎和代、京春上、ひづくりみちこ、中村季靖、三上剛仙、苅谷今日子、北見誠、福島美由紀、本間夕戸、郷内栄喜 | 15.7%  |
| 第18話 | 1985年2月1日   | さらわれた令嬢が 乱暴される                    | 小林昭二、船戸順、佐原健二、森下哲夫、松本朝夫、小池雄介、平井千都、水村泰三、矢田稔、二家本辰巳、荻原紀 | 13.6%  |
| 第19話 | 1985年2月8日   | 未亡人の毒針が 替え玉相続人を刺す！            | 田坂都、近松麗江、川辺久造、清川新吾、堀田真三、深谷隆、川瀬小夜子、相沢治夫、徳橋志津 | 15.0%  |
| 第20話 | 1985年2月15日  | 麻薬女優と大学教授の 恋がハメられる！          | 田中明夫、富田浩太郎、横田さとみ、穂高稔、三崎奈美、北沢典子、高峰圭二、中島元、宮城健太郎、中丸新将、松下優二、山田理香、住田朋子、秋田久美子、杉本光弘、井上欣則、竹内靖、安倍渉、打出親吾、日下翔平                                                                                       | 14.8%  |
| 第21話 | 1985年2月22日  | 美人秘書の㊙情報が 連続殺人を生む！            | 倉田保昭、奈良富士子、黒部進、林亜里沙、守田学哉、柄沢英二、岸野一彦、大矢兼臣、田村元治、関真由美、長谷川秀夫 | 14.4%  |
| 第22話 | 1985年3月8日   | 検察官が新種の 麻薬づくりを強要する！          | 根上淳、長谷川哲夫、桜井浩子、伊沢一郎、剣持伴紀、北条清嗣、辰馬伸、久保田理恵、夏亜矢子、岸野一彦、宮寺康生、西村よう子、栗原真紀 | 14.9%  |
| 第23話 | 1985年3月15日  | 美人レジが 金塊密輸の手先にされる！            | 石井めぐみ、神田隆、名和宏、沖田峻一郎、大島宇三郎、赤松秀樹、土屋靖夫、花上晃、金子勝美、城海峰、松尾徹 | 17.6%  |
| 第24話 | 1985年3月22日  | 落ちこぼれ小学生が 密売組織と勝負する！        | 袋正、近藤宏、江角英明、吉沢健、溝口舜亮、堀礼文、長崎真純、渡辺篤司、小山洋、千葉裕子、武田みえ子、刈谷佑加、立原柊子、望月太郎、上條伊津子、倉科千秋、千代川まゆみ | 14.8%  |
| 最終話 | 1985年4月5日   | 痛快ダブルハンギング!! さようなら ありがたや節 | 内田朝雄、田口計、城戸真亜子、森章二、池田鴻、山西道広、藤谷純、大原武樹、坂口祐三郎、皆川衆、樫原哲也、徳永真人、高岡良平、森田浩平、加藤茂雄、門脇三郎、打出親吾、村井マリ子、山根成之／仁科まり子、佐藤京一、長谷川弘、小笠原弘、志水宏、大門春樹、坂本マリ、坂本由英、ピーター・ストーン | 15.4%  |

平均視聴率 13.3%（視聴率は関東地区・ビデオリサーチ社調べ）

### ザ・ハングマンV
1986年2月7日から8月22日にかけて、全27話が放送された。
シリーズを通じ、唯一の女性リーダーである。ゴッドの代理人が、旧知のパピヨンをリーダーとした組織がハングマンである。本作はゴッドが登場せず、スポンサーとハングマンの連絡係を兼ねるマネージャーが登場している。
アジトは生花店「緑美園」。ハンギングシーンは犯人が悪事を白状する姿を電波ジャックで生放送し、一般家庭や商店などのテレビに流れる様子が描かれる。この場面では毎回、番組の公募で当選した実際の住人や商店主が実名のまま出演するという趣向が用いられた（第9話のスペシャルでは政治評論家の竹村健一が特別出演している）。中継後は暗転し、ドレス姿のパピヨンが登場。手に持っている赤いバラに仕込んだ睡眠ガスで犯人を眠らせ、蝶のシルエットと「特急便」との文字があしらわれた段ボール箱に入れて警察署に送り届ける形式となった。
前作『4』とのつながりは直接的にはないが、9話のスペシャルで、パピヨンと前尾大輔が？女（栗原美津代）とゴッド（神山玄蔵）と旧知の中であるような描写がなされている。
本作以降、娯楽色を強化する方向に向かい、初期のハードボイルド色の強い展開は廃され、コメディ色が極度に増した。ハングマンの衣装デザインはファッションデザイナーの芦田淳が担当、特に、パピヨンは作戦毎に様々な衣装をまとう姿が見られた。
オープニングナレーションは中山千夏が大阪弁で担当。中山は途中で、参議院議員選挙出馬のため降板。以降は春やすこが担当した。
第9話は 2時間スペシャルで、レギュラーメンバーに加え、マイト、タミー、オショウ、ヌンチャク、チャンプ、マリア、?女が登場した。

#### 主要登場人物
ハングマン
パピヨン ／ 英 蝶子 - 山本陽子
ハングマンのリーダー。銀座にあるクラブ「パピヨン」のオーナーママだったが、代議士秘書でパトロンだった前尾大輔とともに収賄・疑獄事件に巻き込まれ、殺害されかかった過去がある。生還後、主婦として平穏な生活を送っていた最中、死んだはずの前尾が突如現れ、匿名のスポンサーの元、ハングマンのリーダーとしてスカウトしたい旨を告げられる。当初は固辞するが、前尾と共有するクラブパピヨン時代のあらゆる「過去」をちらつかされたことで、渋々ながらオファーを承諾する。最初のハンギングの相手は、その疑獄事件の真の黒幕であった。
ハンギングではエジソンの横で指示を出している。ファルコン不在の第22・23話では進行役となったエジソンに代わって送信を担当している。
敵を捕らえる際は、エジソン制作の装備品を使用する。主にリングやブレスレットにクロロホルムを注入した針を忍ばせ、それを敵の手や首に充てて失神させる。また、ベルトのバックルにスタンガンを仕込んだものや、金属と接触すると電磁波を出し気絶させるベルトなども使用する。
夫を愛する家庭第一主義者で、家事優先のため「スーパーへ行かなきゃ」と慌ててアジトを、メンバーを慌てさせる場面も見られた。ギャラは銀行に定期預金として預け、最終回では1,600万円に達していたが、夫が負った欠損を埋めるためにそのうちの1,500万円が使われた。
第9話のスペシャルに登場した「？女」こと栗原美津代とのやりとりでは、前ゴッド（神山玄蔵）と何らかの関係を伺わせる描写がある。使用車両はT150系トヨタ・カリーナディーゼルSEエクストラ。
ファルコン ／ 伊吹 賢司 - 佐藤浩市（第1 - 21、22(声のみ)、24 - 27話）
パピヨンの補佐役。大学は農学部に在籍し、大学院ではバイオテクノロジー農学を専攻し修了後、砂漠化に対応するハイブリッドの品種改良などの研究をしている。オーストラリアに牧場を買う資金を稼ぐためにハングマンとなった。その知識を生かし、表稼業の花屋「緑美園」を仕切っている。生化学にも精通しており、薬品の化学分析なども行う。ハンギングでは進行役を担っている。
ボクシングも得意とする文武両道派であり、パチンコも武器として使用する。最終回では手に入れたギャラで、大型トラクターを購入した。使用車両はX70系トヨタ・チェイサーディーゼルXG。
バニー ／ 若月 清志 - 松下一矢
前尾の部下で、孤児院から引き取られ、彼の元で育てられた。生真面目で融通が利かない性格のため、ファルコンやエジソンをしばしば閉口させる。そそっかしい上に行動が危なっかしく、その点でもファルコンやエジソンの頭痛の種となっている。パピヨンに気があるような素振りも見せる。
ダンス好きで、ディスコによく行っているらしい。武器として投げ縄を使う。ハンギングではカメラ担当。最終回ではギャラでオープンカーを購入した。次作『ハングマン6』第7話ではマイトの部下となっており、敵の罠に嵌って爆殺された。
演じる松下は零心会のメンバーで、前作で「松下正之」名義でゲスト出演している。放送当時は17歳で、自動車免許を所持できる年齢ではなかったため、基本的に自動車を運転するシーンはない。
エジソン ／ 星野 良一 - 火野正平
コードネーム通りの頭脳派で、メカニック担当。盗聴機やパピヨンが使用する武器などを製作する。初期は格闘が全く苦手で、実戦はファルコン、バニーに任せていた。
使用車両は普段は花の配達に使用されているトヨタ・クイックデリバリー。さまざまな機械が搭載されており、前線基地として機能する。ハンギングでは送信担当だが、ファルコン不在の第22・23話では彼に代わって進行役を務めている。
金銭にがめつく、メカの製作費をけちって失敗することが多い。無類のプレイボーイで性風俗に狂い、ファルコンに金を無心する事もしばしば。これが高じて犯罪に巻き込まれて容疑者となり、留置場送りになったこともある。
マネージャー ／ 前尾 大輔 - 土屋嘉男
代議士の元秘書でありクラブ「パピヨン」の元パトロン。海外逃亡から帰国後、ある隠居した大物篤志家と関わりを持ち、「正義は金で買える」という理想の下にハングマンの結成を提案した張本人。蝶子とは愛人関係にもあったが、現在は互いの関係をビジネスパートナーとしてのみに割り切り、スポンサーとハングマンの連絡係として活動している。
毎回、様々な扮装で蝶子の前に登場し、調査資料と報酬を渡す。第8、14話のみ逆パターンとして、パピヨンが扮装し、前尾と連絡を取ったことがあり、ハングマンの偽者が現れた時（第19話）はパピヨンたちを詰問するため、扮装せずに現われた。
また、9話のスペシャルでは前作『4』の「？女」こと栗原美津代がパピヨンと接触する際、前尾とも知古であることを語る場面がある。
基本的に捜査には参加しないが、第26話のみ囮として、サラ金の支店長に扮した事がある。
その他
英 雅則 - 秋野太作
蝶子の夫で、中小商社に勤める商社マン。お人よしで、物事を深く考えない性格である。任務中のパピヨンと何度も遭遇しているが、蝶子である事には気付かなかった。
最終回で、ハングマンの事を知りかけたものの上手く誤魔化され、蝶子がパピヨンである事には最後まで気付かなかった。
最終回では取引先の不渡りを掴まされ、その損害賠償額1,500万円を蝶子がハングマンのギャラで貯蓄していた1,600万円から捻出させた。

#### 主題歌
- 「零心会のズンドコ節」作詞：中西冬樹、作曲：不詳、編曲：水谷公生、唄とエンディングの踊り：零心会（東芝EMI）

#### 放映リスト
サブ タイトルの表記等は公式サイト、公式ガイドブックの表記に準じる。
- 赤字は最高視聴率、青字は最低視聴率を示す。

| 話数   | 放送日        | サブタイトル                           | ゲスト | 視聴率 |
| ------ | ------------- | -------------------------------------- | --- | ------ |
| 第1話  | 1986年2月7日  | 人妻がパートで ハングマン!?            | 根本りつ子、神田隆、天本英世、浜田晃、青山恭子、沖田駿一郎、平野稔、宝亀克明、打出親吾、藤代薫 | 17.3%  |
| 第2話  | 1986年2月14日 | 警官が流れ弾でOL殺し!?                 | 相田寿美緒、今井健二、久富惟晴、片岡五郎、前川哲男、黒木優美、立原柊子、三宅優司、斉藤崇、古畑京子、梅原得由、武藤祐幸、後藤正人、アンリ（モモ、シン）、伊藤慶子、鹿島信哉、上条伊津子、小梅とよ子、山下一矢                                                               | 14.8%  |
| 第3話  | 1986年2月21日 | 不倫が フォーカスされる!!              | 清川新吾、江幡高志、高木二郎、池田智子、橋田良江、大矢兼臣、石山浩、石井勝司、井上真二、渡辺康弘、柴田優子、土屋淳史 | 18.4%  |
| 第4話  | 1986年2月28日 | ポルノ女優殺しで 玉のこしに乗る!       | 三浦リカ、佐原健二、原口剛、岡本達哉、池原和則、中川みず穂、麻生かおり、吉中六、飯島大介、堀光昭、青山達三、鹿島信哉、児玉頼信、芝原匡史 | 12.3%  |
| 第5話  | 1986年3月7日  | 慰謝料四千万が 離婚屋に狙われる!       | 立川光貴、竹井みどり、深江章喜、泉じゅん、佐古雅誉、水村泰三、荻原紀、松本悠希、大村浩之、古畑京子、後藤康夫 | 13.8%  |
| 第6話  | 1986年3月14日 | 愛妻家ボクサーが 保険金にK・Oされる!   | 小松方正、高沢順子、河西健司、伊吹徹、塩見三省、藤江リカ、江崎和代、小室美由紀、松尾文人、石川佳夫、吉村拓郎 | 14.4%  |
| 第7話  | 1986年3月21日 | 凶悪脱走犯が 温泉宿に立てこもった!     | 佐藤京一、長谷川弘、堀田真三、宮部昭夫、大島宇三郎、秋本いづみ、有藤智章、安納くみ、リーピン・ウォン、中瀬博文、伊奈貫太、奥久俊樹 | 19.3%  |
| 第8話  | 1986年3月28日 | みなしご小学生が 大金持ちにさせられる! | 間下このみ、風見章子、川辺久造、今出川西紀、新海丈夫、大門春樹、上野綾子、武田みえ子、大島あみ、服部多香子、高崎蓉子、番哲也、川田美春、宮沢純江、児玉頼信 | 14.9%  |
| 第9話  | 1986年4月4日  | 金塊に化けた ヘソクリ200億を追え!      | スペシャルゲスト：黒沢年男、夏樹陽子、植木等、小林竜一、早乙女愛、山城新伍、三島ゆり子 根上淳、草薙幸二郎、工藤堅太郎、江角英明、頭師孝雄、斉藤林子、富田晃子、成瀬正、住吉正博、伊藤正博、山崎満、加賀谷純一、フランク・ラスコメス 特別出演：梨元勝、渡嘉敷勝男、竹村健一 | 14.0%  |
| 第10話 | 1986年4月18日 | ファルコンが 宝石強盗の襲撃に加わる!   | 永井秀明、松山照夫、草薙良一、堀弘一、棟里佳、徳江一裕、グリーン・ランカースン、田村元治、亀井麻里、古畑京子、村上勝久 | 13.5%  |
| 第11話 | 1986年4月25日 | 主婦がリモコンで 殺人者に仕立てられる! | 御木本伸介、伊達三郎、テレサ野田、山西道広、関川慎二、佐々間まち子、立木健一、新城彰、阪部芳好、川口節子、鈴木美智子、岩尾康延 | 13.7%  |
| 第12話 | 1986年5月2日  | ハネムーン帰りの新妻が 続々蒸発する!   | 菅貫太郎、鶴田忍、中村孝雄、田中弘史、富田晃代、三上剛仙、加藤茂雄、土生かおる、ジョーイ・マディノ、ミラ、ベティ・ワーク、奈須正典、有木操 | 13.2%  |
| 第13話 | 1986年5月9日  | ファルコンが 戦争ゲームの標的にされる! | 芦川よしみ、片桐竜次、有馬昌彦、飯田浩幾、宏滋晃、戸塚孝、星野晃、江藤漢、青嶋卓、三田寛之、おおびつ和行、岩崎有花 | 14.1%  |
| 第14話 | 1986年5月16日 | エジソンが ラブホテルで殺人者にされる! | 立石涼子、石山律雄、剣持伴紀、千葉裕子、志賀圭二郎、杉欣也、斉藤淳子、森卓三、林とおる、上野淳、中島誠、中村秀樹、村野秀樹、木曽秋一 | 17.1%  |
| 第15話 | 1986年5月23日 | 悪徳医師にエイズ患者？ が作られていく! | 中山昭二、内田勝正、小笠原弘、横田さとみ、三崎奈美、コロッケ（友情出演）、浅見小四郎、新井今日子、水谷大輔、稲葉年治、高岡良平、門脇三郎、畠中美貴 | 13.5%  |
| 第16話 | 1986年5月30日 | 逆転夫婦の主夫が キャリア妻の仇を討つ! | 佐野アツ子、うえずみのる、北原義郎、兼松隆、山岡八高、内山森彦、里見和香、和田京子、おやま克博、布施優一郎、中本結花、黒沢瞳 | 14.9%  |
| 第17話 | 1986年6月6日  | 押収麻薬が タライ廻しされる!           | 渥美國泰、山本清、遠藤征慈、高品剛、石倉三郎（友情出演）、玉村駿太郎、赤松秀樹、小林皓正、植村由美、中山みゆき、御友公喜、宇都宮英世 | 14.0%  |
| 第18話 | 1986年6月13日 | マル秘取材の お嬢さん記者が襲われる!   | 飯干恵子、清水章吾、粟津號、松永てるほ（友情出演）、花上晃、丸子彰、堀勉、石田純子、尾崎美緒 | 13.7%  |
| 第19話 | 1986年6月20日 | ニセ者 ハングマンが現れた!             | 西沢利明、三浦真弓、亜湖、福山象三、北條清嗣、時本和也、樋口達馬、麻茶れい、下坂泰雄、松山薫、門田俊一、堀隆博、米倉綾子 | 13.1%  |
| 第20話 | 1986年6月27日 | 決死のデートが 逃がし屋に裂かれる!     | 美池真理子、内藤剛志、石橋雅史、宮口二郎、大下哲矢、清水宏、後藤正人、楠寿和、三木淳一 | 14.6%  |
| 第21話 | 1986年7月4日  | 悪徳市長に ハングマンが逮捕される!     | 鈴鹿景子、宗方勝巳、上田忠好、武藤英司、河原さぶ、常泉忠通、宮城健太郎、島英司、まる秀也、本田清澄 | 12.6%  |
| 第22話 | 1986年7月11日 | 三億の豪邸が コソ泥に持ち逃げされる!   | 中西良太、久保明、田島義文、大網めぐみ、高野真二、友金敏雄、阿部六郎、高樹美沙、兼湖いずみ、笹川隆、有本三郎、岩尾康延、中島誠、大関正美、夏木順平、武蔵拳、木村雅俊 | 12.3%  |
| 第23話 | 1986年7月18日 | 人妻パピヨンが 拳銃屋をラブハントする! | 谷隼人、浜田寅彦、小沢象、森下哲矢、辰馬伸、大前田武、京春上、高林幸兵、鈴木謙一、岩尾康延 | 15.0%  |
| 第24話 | 1986年7月25日 | ニャンニャン写真が ライバル歌手を殺す! | 小林稔侍、佐々木勝彦、小島三児、丹古母鬼馬二、小池雄介、山本ひろ美、村野友美、小林皓正、沖田泰子 | 12.9%  |
| 第25話 | 1986年8月8日  | 代理ママの 製造ベビーが売られる!       | 長谷川哲夫、吉田光希、宗方奈美、金子研三、高峰圭二、安永憲司、篠田まさ子、川瀬小夜子、桑田和美、伊藤久美子、竜のり子、原田千枝子、古畑京子、松山薫、大沼由美子、小林皓正                                                                                                   | 13.5%  |
| 第26話 | 1986年8月15日 | アベック強盗が 海外逃亡を夢みた!       | 渡辺祐子、山田辰夫、田口計、小野進也、出光元、吉田良全、野仲功、奥久俊樹、安田隆 | 9.1%   |
| 最終話 | 1986年8月22日 | マイホームの 夢が消えて解散!!          | 名和宏、宮尾すすむ、大塚良重、信実一徳、中田博久、上田耕一、若林哲行、手嶋雅彦、橋本昌子、松本美幸、小山田恵美子、有本操、腰越夏水、記平佳枝、加藤茂雄、東静子、志村幸江、黒沢瞳、小梅とよ子、打出親五                                                                     | 15.9%  |

平均視聴率 14.3%（視聴率は関東地区・ビデオリサーチ社調べ）

### ザ・ハングマン6
1987年2月20日から6月5日にかけて、全15話が放送された。
ゴッドからの新たな指令を元に、同業者のカメラマンから腕の立つ者をフラッシュが人選・スカウトして作った組織。なお、本作ではゴッドのみならず連絡係も登場しなくなった。アジトは神宮前4丁目にある写真館「Studio Say Cheese」で、ゴッドからの指令はパソコン通信で送られて来る。
処刑方法はアルバイトであるモルモット小父さんを受刑者に見立てて処刑のデモンストレーションを行い、それを見た犯人一味を怯えさせ、悪事を白状させるという趣向。加えて、その模様をカメラに収め、自白内容をリール式録音機で記録し、犯人の身柄共々警察へ提供する。招集の際はニーベルングの指環第1日「ワルキューレ」やベートーヴェンの「運命」などが店内に鳴り響き、店にいないメンバー宛には全員が持っている腕時計擬装の無線機に「集合せよ」の文字伝達がされる。
オープニングナレーションは小林克也が担当、最新の国勢調査（1985年/昭和60年度 実施分）の結果と世論をナレーションに含み、タイトルコールを英語で放つ。
第7話は2時間スペシャルで、欠席のアンクルに代わり、マイトが登場。マイトの部下として、ヨガ、バニーも登場した。

#### 主要登場人物
フラッシュ ／ 矢吹 良介 - 名高達郎
“日本のロバート・キャパ”と異名を取る、戦場カメラマンであり、フォトジャーナリスト。リーダーを自認している。コンピュータに精通し、ハングマンのアジトから、ゴッドの指令や指示をパソコン通信で受け取る。論理的な思考で頭脳明晰。幾度となく戦場を渡り歩いているため、アクションも相当の力量を持ち合わせている。『ザ・ハングマン4』で登場したハングガン（サンダーブロウ）を駆使する。なおE・Tことサファリとフラッシュが同一人物であるとする資料はない。
最終回では本業（レバノン内戦の取材）の依頼が入り、ハングマンを脱退し旅立つ。愛車はトヨタ・ソアラ（MZ20型）。
アイリス ／ 立花 愛 - 鮎川いずみ
フラッシュとは同じ写真専門学校で同期だったが、カメラマンを辞め、芸能プロダクション「Office AI」を営む。隠密活動にはあまり参加せず、実質的にモルモット小父さんを呼び出す仕事しかしていない。
ハンギングをする際、見せしめのモルモットが必要で、人手不足には重宝するというアンクルの提案で、ハングマンに加入する。
金銭にがめつく、フラッシュにモデル料金を暴利請求したり、モルモット小父さんのギャラを常にピンハネしている。自分の妹をスポットに紹介するという口実で、彼を執拗に誘惑する。
スポット ／ 草間 哲平 - 川野太郎
フラッシュと同じ写真専門学校の後輩で、新進気鋭のカメラマン。都会の風景をテーマに様々なアート写真を撮っている。特技は棒術。弱点は棒がないと木偶の坊になる事（第2話）。曲がったことが大嫌いで、熱血漢で正直者。アンクルとともに事件に怒りを覚え、フラッシュから打診を受けていたわけではないが、ゴッドの承認を経てハングマンへと加入する。女性への免疫がほぼゼロに近いことから、事あるごとにアンクルから「童貞」と揶揄されている。愛車は白のトヨタ・MR2、トヨタ・ハイエース。
アンクル ／ 本庄 剣次郎 - 梅宮辰夫（第1 - 6、8 - 15話）
フラッシュと同じ写真専門学校の先輩。本業はビニ本専門のカメラマン。フラッシュが直接打診をしていたが、一度は拒否をする。しかし、近々に撮影していた親しいモデルが事件に巻き込まれ、殺害されたことに激昂し、ゴッドの承認を経てハングマンへと加入する。コードネームの由来は得意な「ローアングル」を掛けたという事になっているが、本人はおじさん（uncle）に引っ掛けているのではないかと疑っている。
メンバー随一の怪力であり、格闘を得意とする。少女好みであり、特に16〜7歳の娘を狙った犯罪には激しい怒りを燃やす。また事あるごとに自分好みの娘をビニ本のモデルにスカウトしようとすることから、アイリスからも幾度となく「ロリコン」と揶揄されている。
モルモット小父さん ／ 高田 元 - 稲川淳二
元手品師で、寿司屋「寿司元」を営んでいる。アイリスに惚れており、彼女からの電話一本でハンギング方法のデモンストレーターに仕立てられ、悲惨な目に遭っている。
ハングマンのメンバーではないにもかかわらず、アイリス経由でギャラを受け取っているが、ギャラを治療代や仲介手数料と称してピンハネされている。
5人の人間関係は期ごとにアンクル＞フラッシュ／アイリス＞スポット、モルモット小父さん（繋がりなし）となる。

#### 主題歌
- 「だまって俺についてこい」作詞：青島幸男、作曲:萩原哲晶、編曲：若草恵、唄：火野正平（キングレコード）、エンディングの踊り：ストリートファイター

#### 放映リスト
サブ タイトルの表記等は公式サイト、公式ガイドブックの表記に準じる。
- 赤字は最高視聴率、青字は最低視聴率を示す。

| 話数   | 放送日        | サブタイトル                    | ゲスト | 視聴率 |
| ------ | ------------- | ------------------------------- | --- | ------ |
| 第1話  | 1987年2月20日 | ラジコンヘリで 爆撃処刑せよ!    | 小林勝彦、永井秀明、滝川真子、戸塚孝、浦野真彦、冬馬敬之、石崎洋光、菊川予市、森岡隆見、高市好行、秋元政志 | 14.1%  |
| 第2話  | 1987年2月27日 | 剣山入りパイを 顔面に投げよ!    | 本郷直樹、高木美保、江見俊太郎、北條清嗣、高品剛、早見瞳、吉中六、金子真美、三浦剛、打出親五 | 9.8%   |
| 第3話  | 1987年3月6日  | 胃袋パンクまで 水を飲ませろ!    | 団時朗、日向明子、内田勝正、福山升三、伊吹徹、中田譲治、小倉雄三、森口博子、影山英俊、東野庸子、浅賀誠子、若尾義昭 | 11.6%  |
| 第4話  | 1987年3月13日 | リモコンナイフで 首筋を襲え!    | 小林かおり、吉沢健、山下洵一郎、幸田宗丸、小池雄介、山根久幸、脇坂奎平、中丸新将、高林幸平、藤枝亜弥、鹿島信哉、木内マキ、松尾亜弓、若尾義昭                                                                                     | 9.6%   |
| 第5話  | 1987年3月20日 | 焼き鳥風に 火あぶりにしろ!      | 片桐竜次、黒部進、森下哲夫、篁友紀子、石倭裕子、米田豊美、西沢敦子、菊川予市、北斗辰典、鈴木実 | 8.2%   |
| 第6話  | 1987年3月27日 | 高熱レーザーで 体を焼き切れ!    | 松本友里、安藤一夫、堀田真三、園田裕久、小沢寿美恵、中村孝雄、三島新太郎、シャンディー圭、大久保真一、小田文隆、中瀬博文、深作覚、高市好行                                                                                       | 9.5%   |
| 第7話  | 1987年4月10日 | 激突!! ハングマンVSテレビゲーム | 黒沢年男、松下一矢、沖田さとし、藤岡重慶、阿藤海、金子研三、伊藤加奈子、阿川藤太、田辺勉、大島和徳、藤原益二、松山鷹志、石原昭宏、北斗辰典、小原靖子、相原久美、新林米子、菊川予市、久保千登勢、伊丹美知子、重垣久美子、伊丹広美 | 10.1%  |
| 第8話  | 1987年4月17日 | 塀の中から 恋人の復讐に脱走!    | 内藤剛志、可愛かずみ、宮口二郎、友金敏雄、新海丈夫、杉本こず江、湯田邦晶、寒川直人、加納真由美、中西まみ、木曽秋一、若尾義昭 | 8.1%   |
| 第9話  | 1987年4月24日 | プッツン夫婦が 離婚劇大作戦!    | 三浦真弓、天田俊明、外山高士、新井今日子、岡本達哉、宮城健太郎、湊俊一、福田好子、里見和香、岡菜穂子、音羽久米子、佐野百合子、有馬光貴、小林睦歩、板倉佳司、若尾義昭                                                             | 10.4%  |
| 第10話 | 1987年5月1日  | 美少女が エイズの罠にはまる!    | 久保明、宗方奈美、岡谷章子、鶴岡修、上田幸輔、浅見小四郎、三上剛仙、天現寺竜、伊藤哲哉、丘野桃子、田中絵鈴、新富重夫 | 10.6%  |
| 第11話 | 1987年5月8日  | トリック写真に 殺人者を現像!    | 佐原健二、浜田晃、丸山秀美、清水宏、野村昇史、酒井裕、藤田宗八、田辺美佐子、後藤哲夫、灰崎武浩、田原正治、桑名良輔、若尾義昭 | 11.1%  |
| 第12話 | 1987年5月15日 | どっちに賭ける? 射殺ゲーム!     | 嶋大輔、渡辺祐子、伊達三郎、高岡良平、時本和也、布施木昌之、渡辺麻子、森岡隆見、大貫幸雄 | 9.1%   |
| 第13話 | 1987年5月22日 | 少女連続殺人犯は ロリコン先生!  | 草川祐馬、川田あつ子、高橋功、渡浩行、森幹太、北原義郎、吉田豊明、小宮正貴、田尻博幸、小林正貴、佐々木誠、山本泰史、阿久津高広、太田和幸、加藤賢一、桜井和之、佐藤祐三、屋代一輝、田村寛、井上三千男、嶋田美姫、若尾義昭         | 10.0%  |
| 第14話 | 1987年5月29日 | マルサも驚く 脱税金強盗団!      | 久富惟晴、茂野幸子、玉川良一、小島三児、市川好郎、ハント敬士、桑田和美、若尾義昭、野村信次、福原圭一、桑原一人、赤坂広人、結城一穂、中村真子、高田暢彦、菊川予市、森岡隆見                                                       | 11.0%  |
| 最終話 | 1987年6月5日  | さらば友よ! グッドラック!       | 西沢利明、加藤和夫、横田さとみ、原口剛、江幡高志、平野稔、池田道枝、伊藤紘、阿田川公也、大津美智子、本田清澄、外河京子、若尾義昭、北斗辰典、星野晃、小室喜昭                                                                     | 9.4%   |

平均視聴率 10.2%（視聴率は関東地区・ビデオリサーチ社調べ）

### ハングマンGOGO
1987年6月12日から9月25日にかけて、全16話が放送された。
ハングマン6からシリーズ・世界観を共有する事実上の続編であるが、フラッシュの後任として、渡辺徹演じるダブルがリーダーとなる。当時の渡辺は榊原郁恵と婚約中で挙式寸前であった事から、作中では婚約者と称する写真やプラチナのペアブレスレットを見せびらかしたり、最終回では婚礼衣装の仮縫いのシーンを入れ込んだりなど、渡辺自身の実際のパーソナリティを元にしたギミックが多数取り入れられた。
本作のオープニングは本編のダイジェストとなっており、ナレーションが無かった。テーマ曲は前作『ザ・ハングマン6』から変更していない。

#### 主要登場人物
ダブル ／ 長浜 昭太郎 - 渡辺徹
フラッシュの後任としてゴッドが送り込んだ男。結婚資金を稼ぐため、ハングマンとなった。IQ200。東京大学工学部卒の自称「秀才」。以来、100種もの職業を転々とし、現在はラーメン移動販売車「豚珍軒」店主。(ベース車はトヨタ・タウンエースバン)刑事、カメラマンも経験したと自称している。性格、体格共に文字通りの大物。体格とは裏腹にアクションに長け、易々と悪党を倒すこともしばしば。ハングマンとしてバランスのとれた能力を発揮する。移動販売車以外にも愛車であるT160系トヨタ・セリカに乗ることがある。
第1話でスポットからデリンジャー型の専用ハングガン（サンダーブロウ）を支給され、主に悪人を捕えたり、窮地を逃れるために使用する。また、フラッシュが使用していた通常サイズのサンダーブロウは敵地に盗撮用カメラを取り付けたりする備品用途として、主に使用している。　
婚約者の写真を持ち歩いており、スポットが覗き込むと、すぐ隠す。榊原郁恵の曲を愛好している。視力3.5であり、目を指で吊り上げると遠方を見ることができる。
アイリス ／ 立花 愛 - 鮎川いずみ
フラッシュが去ってから危機感を持つようになり、隠密活動をするようになった。しかし、モルモット小父さんのギャラをピンハネするのはあいかわらずで、スポットに直接迫るようになった。
スポット ／ 草間 哲平 - 川野太郎
アンクル ／ 本庄 剣次郎 - 梅宮辰夫
モルモット小父さん ／ 高田 元 - 稲川淳二

#### 主題歌
- 「だまって俺についてこい」作詞：青島幸男、作曲：萩原哲晶、編曲：若草恵、唄：火野正平（キングレコード）、エンディングの踊り：ストリートファイター

#### 放映リスト
サブ タイトルの表記等は公式サイト、公式ガイドブックの表記に準じる。
- 赤字は最高視聴率、青字は最低視聴率を示す。

| 話数   | 放送日        | サブタイトル                   | ゲスト | 視聴率 |
| ------ | ------------- | ------------------------------ | --- | ------ |
| 第1話  | 1987年6月12日 | 名門高校の 校長がヤッちゃん!   | 中村れい子、渥美国泰、早川純一、西本裕行、ゆーとぴあ、金子真美、我妻亮、久保園純一、茂木和範 | 12.5%  |
| 第2話  | 1987年6月19日 | インチキ霊感には 超能力で勝負! | 川辺久造、氏家修、松井きみ江、江崎和代、小林昭男、坂田祥一郎、原田千枝子、大石源吾、永山章子、藤田佳美、若尾義昭                                                                                                 | 10.4%  |
| 第3話  | 1987年6月26日 | 横浜・ 殺しのチャイナドレス!   | 鹿内孝、岡本広美、大林丈史、信実一徳、小池雄介、中田譲治、清水大敬、若尾義昭、杉浦宏俊、高市好行 | 6.7%   |
| 第4話  | 1987年7月3日  | Wのチ・ン・ピ・ラ っぽいの好き | 高城淳一、山下洵一郎、磯村憲二、長谷川弘、室町あかね、黒木怜奈、深見博、田村貴、永谷悟一、辻あきひろ、原てい光、若尾義昭、寺島進、祝井節夫                                                                       | 9.5%   |
| 第5話  | 1987年7月10日 | 朝まで待てない! 水中からの脱出 | 渋谷哲平、近藤宏、蜷川美穂、吉中六、高品剛、松山鷹志、吉田信一、田中やよい、大矢乗嗣、若尾義昭 | 8.6%   |
| 第6話  | 1987年7月17日 | 悪徳刑事 あぶない物語!         | 斉藤林子、江見俊太郎、守田比呂也、塩見三省、吉田良全、玉村駿太郎、佐藤丈裕、山岡八高、有馬光貴、若尾義昭 | 11.6%  |
| 第7話  | 1987年7月24日 | 罠におちて 原宿宝石店襲撃!     | 宮内洋、鈴鹿景子、内田勝正、木田三千雄、北九州男、岸あかね、二家本辰巳、上田駿、清水進一 | 7.1%   |
| 第8話  | 1987年7月31日 | 夏の夜の悪夢! 恐怖の怪奇ホテル | 戸川京子、本郷直樹、日向明子、ストロング金剛、丸岡奨詞、松本朝夫、常泉忠通、深作覚、有馬光貴、鈴木謙一、若尾義昭                                                                                                 | 8.7%   |
| 第9話  | 1987年8月7日  | 殺してやるから お嫁においで!   | 藤木孝、中島葵、高峰圭二、富田晃代、影山英俊、白浜健三、樋口美樹、黒澤瞳、大藤直美、前川直子、若尾義昭、森富士夫、佐山真一郎、菊川予市                                                                           | 7.9%   |
| 第10話 | 1987年8月14日 | ホラー屋敷の 素敵な面々!       | 草薙幸二郎、片岡五郎、関川慎二、畔上親、中山進介、金井田奈々子、坂本朱里、土生かおり、葛西博、三沢勝男、矢羽純子、国枝量平、若尾義昭                                                                             | 8.2%   |
| 第11話 | 1987年8月21日 | 裸女も貸します 殺人バンク!     | 斉藤智美、石濱朗、成瀬正孝、草薙良一、瀬山修、佐伯徹、美角友亮、永山章子、国枝量平、若尾義昭 | 10.8%  |
| 第12話 | 1987年8月28日 | パンダが見た! アイドル殺人事件 | 徳丸純子、直江喜一、石橋雅史、中村孝雄、井上高志、有馬光貴、唐木ちえみ、五十嵐厚子、古松恵理子、佐々木茂、前原修、渡辺和重、大西善也、鈴木実、清水進一、山田公男、小林睦歩、若尾義昭、渡会良彦、新富重夫、田中治 | 10.8%  |
| 第13話 | 1987年9月4日  | 地上げ屋に 転がされた少女!     | 南原宏治、江角英明、永井秀和、菊地優子、粟津號、森章二、西田昭市、若尾義昭 | 10.1%  |
| 第14話 | 1987年9月11日 | 正体がばれた! 見えない手が迫る | 風祭ゆき、森山周一郎、小林勝彦、時本和也、田中涼子、宮沢和子、番哲也、平田京子、青島卓弘、星野晃、深作覚、若尾義昭                                                                                               | 8.8%   |
| 第15話 | 1987年9月18日 | 男女5人 新人類犯罪物語!        | 河合美佐、田浦智之、黒田真澄、花井京之助、高杉亘、大貫幸雄、若尾義昭 | 9.2%   |
| 最終話 | 1987年9月25日 | 緊急指令・ 本日限リデ解散セヨ! | 名和宏、佐原健二、安岡力也、早川雄三、高野真二、掛田誠、小倉雄三、高梨かほり、伊藤久美子、菊川予市、和泉史郎、池田ゆうほ、世利ゆかり、三角有希子、沖田泰子、若尾義昭                                             | 9.3%   |

平均視聴率 9.4%（視聴率は関東地区・ビデオリサーチ社調べ）

### 女ハングマン・夫のルスに連続殺人犯と対決!! 意外やボスは?
1990年5月22日、『火曜ミステリー劇場』で放送した。ハングマンのメンバー全員が女性という、当時の世相を反映させた設定。視聴率は12.1%。
キャスティングや設定が『V』と類似しているが、設定も世界観も共通点はない。
また1回の仕事量に対する報酬を歩合制とした場合、歴代ハングマンの中で最高額（一人頭1000万円）が支払われている。

#### 主要登場人物
マロン / 浜野栗絵 - 山本陽子
今は団地で、夫と義父とともに暮らす平凡な主婦である彼女は、過去にハングマンのリーダーをしていたことがあった。ある日、ゴッドからハングマン活動再開の指令を受け、住宅購入に見合う報酬を条件に、ハングマンのリーダーとして活動を再開することを承諾した。
ピンキー / 中沢千明 - 七瀬なつみ
マロンの住む団地に住んでいる女性。ストーカー男（粟津號）を合気道でいとも簡単に撃退する所をマロンが目撃したことから、ハングマンのメンバーにスカウトした。風俗店に勤務している。
ケイ / 美山恵子 - 高橋ひとみ
26歳。海外で諜報活動をしていたことがあるが、経歴は一切不明。芝浦のレストランバーのオーナーであり、そのレストランがアジトである。
クロック / 林智代 - 真木洋子
36歳。機械弄りの大好きな女性で、リサイクルショップを経営している。盗聴機やハンギングするための武器を製作する。
浜野良介 - 秋野太作
栗絵の夫で、善次郎の息子。今は平巡査をしている。善次郎とは違い、人が良いだけの鈍感な男（ピンキー談）で、栗絵がハングマンであることには全く気付いていない。栗絵を愛し過ぎるがゆえに、事あるごとにアクセサリーやワンピースなどを購入し、栗絵を閉口させる。また明眸皓歯の容姿から、上官や同僚に、栗絵をやたらと紹介して呆れられている。
浜野善次郎 - 北村和夫
栗絵の義父。警察庁長官官房長だったが、3年前に退官した。最近はボケ気味で「出勤するために」ハイヤーを呼び出そうとしたり、部下に御馳走するために寿司を大量に注文したり、訪問販売員（笑福亭鶴光）を部下として家の中に招き入れたり、と奇行が目立っている。
しかし、実のところゴッドとは長年の知己であり、ハングマンとの仲介連絡役を務めているが、それを周囲から悟られないようにするため、わざとボケた振りや痴呆が入った演技をしていた。

### ザ・ハングマン MISSION-2000
1999年4月3日にABC（朝日放送）の「おひるのワイド120」にて関西ローカルでの初放映、関東地区では1999年9月11日 土曜日の深夜にテレビ朝日にて初放映された。 関西ローカルの放映後の1999年 5月にバップより、テレビ放映の完全版（ノーカット版）をオリジナルビデオとして発売した。過去のテレビシリーズとの関連性は無く、製作プロダクションの創英舎が参加している。「ザ・ハングマン」の系譜を継ぐ最後の作品となる。

#### 出演
ヒット ／ 高岡 譲治 - 西村和彦
関東に拠点を置く某広域指定暴力団のヒットマン。兄弟で東野（渡辺哲）に幼少から手飼いにされているが、ある東西勢力争いの抗争事件で関西に対峙する某広域暴力団の琢磨（火野正平)を東野の命で始末するが、弟を懐柔され、闇に葬るため狙撃され捨て駒にされる。瀕死の状態のところを女医の美由紀に助けられる。その後、自身が刺殺したはずの琢磨が蘇生しているのに驚愕し、抗争事件の真相を伝えられ、美由紀と弟の報復の為にハングマンのメンバーになることを決意する。
F1 - 小沢仁志
元・GPレーサー。愛車はスズキ刀。追跡や犯人を捕らえる際も常にバイクを使用する。
ジェーン - 夏目玲
潜入・変装の名人。時にはお色気を武器に潜入することもある。
チップ - 一矢
コンピューターやメカニック担当。ハンギングのCGの設計も担当。
美由紀 - 井上尚子
医者の卵。瀕死の譲治を救い、恋仲に墜ちる。しかし、ある時藤堂の犯罪行為を知る由となり、殺害されてしまう。
東野 - 渡辺哲
関東に拠点を置く某広域暴力団の組長。馬渡の手引きで関西勢力を飲み込み、東西勢力図を変えるため高岡兄弟を使い、琢磨を消すように命じる。
藤堂 - 久保晶
東西銀行頭取。不正融資や東野が不法行為で集めた金をプールして、馬渡に政治資金名目で献金を行っている。
馬渡 - 西沢利明
当選10回の衆議院議員。関東の広域暴力団の勢力を関西側へと誘い込み抗争事件を誘発させ、それを契機に、一気に東西統一の暴力団勢力権限掌握を画策しようとする。長年の議員活動の功績を認められ、ノーブル賞（架空）の受賞が内定している。
看護師 - 井上晴美
矢吹が潜伏している内科医院の看護師。矢吹の風来坊振りに手を焼かされており、いつまた病院を後にするのか訝しんでいる。
シンプ ／ 琢磨 - 火野正平
関西を拠点とする某広域暴力団の組長。関東勢力の進出に対して「対話」で解決する旨を示していた矢先、譲治により心臓を一突きにされ、一度は刺殺されるが、ゴッドが天才外科医であり、元ハングマンの矢吹に依頼し、外科手術をもって蘇生させられる。その後、抗争事件の真相を知り、ゴッドの命でハングマン発足とともにメンバーとなる。
ゴッド（声のみの出演） - 夏木陽介
ハングマンの元締。一連の広域暴力団の抗争事件の裏を探り、解決する為ハングマンを結成する。シンプの蘇生を矢吹に依頼する。
天才外科医 矢吹 - 佐藤浩市（特別出演）
現在は町医者として潜伏している元ハングマン。ゴッドからの依頼で一度死んだ琢磨（シンプ）を蘇生させる。その後、ハングマンとの関係断ち切りたい旨とゴッドに居所を突き止められたため、町医者として潜伏していた病院を去ることになる。

## テレビシリーズスタッフ
- 制作 - 山内久司 （朝日放送）
- プロデューサー - 大熊邦也、奥田哲雄、西村大介、岡村道範 （朝日放送）、佐久間博、矢崎敏典（松竹芸能）
- 音楽 - 若草恵
- 撮影 - 北泉成、横手丘二、仙元誠三、片岡二郎、原秀夫、林兆、西山誠、加藤正幸、緒方博、稲垣久夫、内田安夫
- 照明 - 新川真、加藤松作、三好和宏、小中健二郎、金井道朗、岡本運河、沖田秀則、野口素胖、田島武志、高橋哲
- 美術 - 林隆、松井敏行、福留八郎、金子幸雄、丸山裕司、川船夏夫、中澤克己、古谷良和、金子元昭
- 録音 - 酒匂芳郎、木村瑛二、小林尚、八木隆幸、内田誠
- 整音・調音 - 建部日出夫、小峰信雄、渋谷明憲
- 編集 - 鈴木晄、西村豊治、井上治、鍋島惇、平木康雄
- 選曲 - 山川繁
- 助監督・演出助手 - 伊藤秀裕、鈴木潤一、菅野隆、山内宗信、正森和郎、鷹羽邦彦、丸久生、高橋安信、宮坂清彦、藤井吉春、工藤清、小野多美雄、福島孔道、松井昇、佐藤武光、三池崇史
- プロデューサー補 - 矢崎敏典、木村正人
- 制作担当 - 大里俊博
- 制作主任 - 服部紹男、鶴英次、飯田康之、吉田由二、菅宣次、湯原真佐夫、大橋和男、江島進
- 技斗 - 西本良治郎、伊奈貫太
- カースタント - 高橋レーシング、タケシレーシング、スーパードライバーズ、チームシャーキー
- 衣裳 - 第一衣裳（1 - 5）、京都衣裳（6、GOGO）
- 美粧 - 山田かつら（1 - 5）、川口かつら（6、GOGO）
- 大道具 - にっかつ美術（1 - 5）、美建興業（6、GOGO）
- 効果 - 東洋音響、伊藤末吉（1 - 5）、宮田音響 （6、GOGO）
- 現像 - 東京現像所 (1)、東洋現像所→IMAGICA（2 - GOGO）
- 協力 - MAZDA （1）、日産自動車（2）、TOYOTA（3-）[24]
- 製作協力 - にっかつ撮影所（1 - 5）、国際放映 (6、GOGO)
- 制作 - 朝日放送、松竹芸能

### ザ・ハングマン 燃える事件簿
脚本
| - 山田隆之（第1、6、8、10、19、28、45話） - 中村勝行（第2、14、17、22、26、27、31、38、41、43、49、51話） - 長野洋（第3、12、35話） - 田上雄（第4、5、7、13、16、25、30、34、44、50話） - 武末勝（第9、15、20、23、33話） - 石松愛弘（第11、37話） | - 鴨井達比古（第18、32、39、47、48話） - 筒井ともみ（第21話） - 松島利昭（第24話） - 山浦弘靖（第29、36、42話） - ちゃき克彰（第40話） - 杉村のぼる（第46話） |

監督
| - 井上梅次（第1、2、13、14、51話） - 松尾昭典（第3、15、16話） - 大熊邦也（第4、5話） - 真船禎（第7、8、17、19話） - 小澤啓一（第9、10、45、46話） - 小西通雄（第11、12、27、28、31、37、38、49、50話） - 後藤幸一（第18話） | - 永野靖忠（第20、21、25、39、40、47、48話） - 前田陽一（第22話） - 佐藤肇（第23話） - 帯盛迪彦（第24、29、30、35、36、43、44話） - 山根成之（第26話） - 西村潔（第33、41、42話） - 長谷部安春（第34話） |

### ザ・ハングマンII
脚本
| - 中村勝行（第1、7、9、14、17、18、28話） - 鴨井達比古（第2、3、10、11、16、20、22話） - 田上雄（第4、13、25話） - 大野武雄（第5話） - 杉村のぼる（第6話） - 和久田正明（第8、19話） | - ちゃき克彰（第12、23話） - 柏原寛司（第15、21話） - 松島利昭（第24話） - 山浦弘靖（第26話） - 帯盛迪彦（第27話） |

監督
| - 永野靖忠（第1、2、15、16、23、28話） - 小澤啓一（第3、4、12、13話） - 帯盛迪彦（第5、6、10、14、26、27話） - 小西通雄（第7、8、9、11、24、25話） | - 井上梅次（第17、20話） - 西村潔（第18、19話） - 児玉進（第21、22話） |

### 新ハングマン
脚本
| - 柏原寛司（第1、2、13、16、24話） - 中村勝行（第3、7、9、12、20、22、23話） - 田上雄（第4、21話） - 鴨井達比古（第5、10、19、25話） | - 竹山洋（第6話） - 大野武雄（第8、11、14、26話） - 和久田正明（第15、18話） - ちゃき克彰（第17話） |

監督
| - 永野靖忠（第1、2、7、8、25、26話） - 帯盛迪彦（第3、4、11、14、18、19話） - 児玉進（第5、6、21、23話） - 西村潔（第9、10、20、24話） - 小西通雄（第12、13、17、22話） | - 井上梅次（第15、16話） |

### ザ・ハングマン4
脚本
| - 中村勝行（第1、4、9、13、18、21、23、25話） - 柏原寛司（第2、6、8、11、15、16話） - 田上雄（第3、7、12、19話） - 鴨井達比古（第5、10、20、24話） | - 大野武雄（第14話） - 津田幸於（第17話） - 和久田正明（第22話） |

監督
| - 西村潔（第1、2、8、9、25話） - 前田陽一（第3、4話） - 永野靖忠（第5、6話） - 井上梅次（第7、14、16、17話） - 佐藤武光（第10、13話） | - 児玉進（第11、18話） - 後藤幸一（第12、24話） - 山根成之（第15、20話） - 帯盛迪彦（第19、21、22、23話） |

### ザ・ハングマンV
脚本
| - 中村勝行（第1、2、7、9、10、17、22、27話） - 大野武雄（第3、12話） - 鴨井達比古（第4、8、15、23話） - 田上雄（第5、13、19、25話） | - 日暮裕一（第6、11、18話） - ちゃき克彰（第14話） - 柏原寛司（第16、20、21、24、26話） |

監督
| - 児玉進（第1、2、5、6、26、27話） - 西村潔（第3、9、10話） - 佐藤武光（第4、20話） - 帯盛迪彦（第7、12話） - 永野靖忠（第8、16、24、25話） | - 丸久生（第11話） - 松井昇（第13話） - 井上梅次（第14、18、19、21、22、23話） - 山根成之（第15、17話） |

### ザ・ハングマン6
脚本
| - 中村勝行（第1、5、7、15話） - 柏原寛司（第2、8） - 日暮裕一（第3、13話） - 大川俊道（第4、12、14話） | - 田上雄（第6、10話） - 大野武雄（第9話） - 鴨井達比古（第11話） |

監督 
| - 西村潔（第1、2、12、13話） - 小澤啓一（第3、4、14、15話） - 井上梅次（第5、6話） | - 帯盛迪彦（第7話） - 永野靖忠（第8、9話） - 山本迪夫（第10、11話） |

### ハングマンGOGO
脚本
| - 大川俊道（第1、5、12話） - 日暮祐一（第2、13話） - 柏原寛司（第3、7話） - 大野武雄（第4話） - 中村勝行（第6、11、16話） | - 和久田正明（第8話） - 平野靖士（第9話） - 園田英樹（第10話、15話） - 田上雄（第14話） |

監督
| - 井上梅次（第1、3、7、8話） - 帯盛迪彦（第2、4、11、12話） - 佐藤武光（第5、6話） | - 西村潔（第9、10話） - 小澤啓一（第13、14話） - 松井昇（第15、16話） |

### 女ハングマン
- 制作 - 山内久司 (ABC)
- プロデューサー - 西村大介 (ABC)、佐久間博、矢崎敏典（松竹芸能）
- 脚本 - 中村勝行
- 音楽 - 若草恵
- 音楽協力 - テレビ朝日ミュージック
- 擬斗 - 伊奈貫太
- 技術協力 - 東通
- 監督 - 小澤啓一
- 制作 - ABC、松竹芸能

## サウンド・トラック

### シングル
| 発売日        | タイトル                | アーティスト | レーベル               | 規格 | 規格品番   |
| ------------- | ----------------------- | ------------ | ---------------------- | ---- | ---------- |
| 1980年12月5日 | あ・れ・か・ら          | ヒロスケ     | フォーライフ・レコード | EP   | 7K-9       |
| 1982年        | ミッドナイト フライヤー | 滝ともはる   | ポリドール             | EP   | 7DX-2019   |
| 1983年7月     | 絆 FOREVER              | BOWWOW       | バップレコード         | EP   | 10034-07   |
| 1984年        | ありがたや節            | KAJA         | CBS・ソニー            | EP   | 07SH-1554  |
| 1986年1月22日 | 零心会のズンドコ節      | 零心会       | 東芝EMI・EASTWORLD     | EP   | WTP-17813  |
| 1986年        | だまって俺についてこい  | 火野正平     | キングレコード         | EP   | K07S-10761 |

### アルバム
| 発売日        | レーベル       | アルバム                                          |
| ------------- | -------------- | ------------------------------------------------- |
| 1987年4月21日 | Starchild      | オリジナル・サウンドトラック ザ・ハングマン       |
| 1987年8月21日 | Starchild      | オリジナル・サウンドトラック ザ・ハングマン VOL.2 |
| 1998年2月4日  | キングレコード | ザ・ハングマン 燃える音楽簿                       |

## 補足
- 車両提供は国産車はシリーズでメーカーが異なるが、外車は一貫してチェッカーモータースが車両協力している（第1シーズンはノンクレジット）。
- 2015年現在、CS放送などの再放送では、台詞に放送禁止用語や差別用語がある箇所は無音になることが多い。

## 放送局
系列は、放送当時の系列。
| 放送対象地域  | 放送局             | 系列                          | 備考 |
| ------------- | ------------------ | ----------------------------- | --- |
| 近畿広域圏    | 朝日放送           | テレビ朝日系列                | 制作局 |
| 関東広域圏    | テレビ朝日         | テレビ朝日系列                | |
| 北海道        | 北海道テレビ       | テレビ朝日系列                | |
| 青森県        | 青森放送           | 日本テレビ系列 テレビ朝日系列 | |
| 岩手県        | テレビ岩手         | 日本テレビ系列                | 第1シリーズのみ |
| 秋田県        | 秋田放送           | 日本テレビ系列                | 第1シリーズのみ |
| 秋田県        | 秋田テレビ         | フジテレビ系列                | 第3・5〜7シリーズのみ 1981年4月から1987年3月まではテレビ朝日系列とのクロスネット局                                        |
| 山形県        | 山形テレビ         | フジテレビ系列                | |
| 宮城県        | 東日本放送         | テレビ朝日系列                | |
| 福島県        | 福島放送           | テレビ朝日系列                | 第1シリーズ第44話から（1981年9月のサービス放送）。 第1シリーズ第43話までは、1982年12月から1983年3月までの再放送枠で放送。 |
| 山梨県        | テレビ山梨         | TBS系列                       | |
| 新潟県        | 新潟放送           | TBS系列                       | 1981年3月まで、金曜 9:30 - 10:25に放送。                                                                                  |
| 新潟県        | 新潟総合テレビ     | フジテレビ系列 テレビ朝日系列 | 現：NST新潟総合テレビ 1983年9月まで月曜深夜に放送                                                                         |
| 新潟県        | 新潟テレビ21       | テレビ朝日系列                | 1983年10月開局から同時ネット                                                                                              |
| 長野県        | 長野放送           | フジテレビ系列                | テレビ信州では放送せず。                                                                                                  |
| 静岡県        | 静岡けんみんテレビ | テレビ朝日系列                | 現：静岡朝日テレビ |
| 富山県        | 北日本放送         | 日本テレビ系列                | |
| 石川県        | 石川テレビ         | フジテレビ系列                | |
| 福井県        | 福井放送           | 日本テレビ系列                | |
| 中京広域圏    | 名古屋テレビ       | テレビ朝日系列                | |
| 鳥取県 島根県 | 山陰中央テレビ     | フジテレビ系列                | |
| 広島県        | 広島ホームテレビ   | テレビ朝日系列                | |
| 山口県        | 山口放送           | 日本テレビ系列 テレビ朝日系列 | [ 28 ] |
| 徳島県        | 四国放送           | 日本テレビ系列                | |
| 香川県 岡山県 | 瀬戸内海放送       | テレビ朝日系列                | |
| 愛媛県        | 南海放送           | 日本テレビ系列                | |
| 高知県        | テレビ高知         | TBS系列                       | |
| 福岡県        | 九州朝日放送       | テレビ朝日系列                | |
| 長崎県        | 長崎放送           | TBS系列                       | |
| 熊本県        | テレビ熊本         | フジテレビ系列 テレビ朝日系列 | 1982年3月までは日本テレビ系列とのトリプルネット局                                                                         |
| 大分県        | 大分放送           | TBS系列                       | |
| 宮崎県        | 宮崎放送           | TBS系列                       | |
| 鹿児島県      | 鹿児島放送         | テレビ朝日系列                | 1982年10月開局から、『Ⅱ』の第18話より放送                                                                                 |
| 沖縄県        | 琉球放送           | TBS系列                       | |

※ この他、CS放送のファミリー劇場、ホームドラマチャンネル、チャンネルNECOでも放送された。

## DVDソフト化情報
情報は、2008年1月現在。
2004年、ジェネオンエンタテインメントより、シリーズ第1作が全話 DVD化され、3巻のBOXに分け販売した。後続のシリーズも順次 DVD化されるとアナウンスされたが、中断している。
『4』『V』『6』の2時間スペシャル 3本がそれぞれ、1999年のオリジナルビデオの発売に合わせ、ビデオソフト化されているが、現在は廃盤。

## 関連作品
- 必殺シリーズ
- 京都マル秘指令 ザ新選組
- 特命刑事ザ・コップ
- 裏刑事-URADEKA-
- 豆腐屋直次郎の裏の顔
- 特命係長 只野仁